# Liste der Baudenkmäler in Gerolzhofen
Auf dieser Seite sind die Baudenkmäler in der unterfränkischen Stadt Gerolzhofen zusammengestellt. Diese Tabelle ist eine Teilliste der Liste der Baudenkmäler in Bayern. Grundlage ist die Bayerische Denkmalliste, die auf Basis des Bayerischen Denkmalschutzgesetzes vom 1. Oktober 1973 erstmals erstellt wurde und seither durch das Bayerische Landesamt für Denkmalpflege geführt wird. Die folgenden Angaben ersetzen nicht die rechtsverbindliche Auskunft der Denkmalschutzbehörde.
 Diese Liste gibt den Fortschreibungsstand vom März 2024 wieder.

## Ensembles

### Altstadt Gerolzhofen

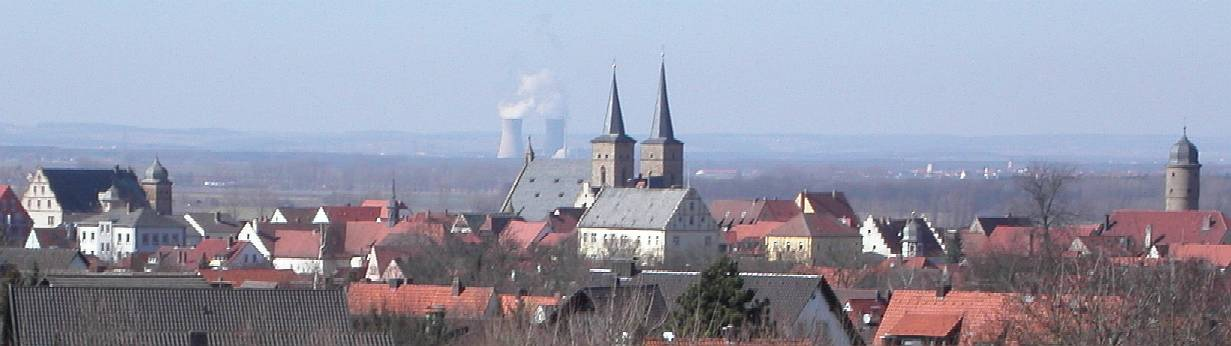
Panorama der Altstadt von Gerolzhofen zwischen Eulenturm und Weißen Turm von Südosten gesehen

Die Stadt Gerolzhofen (Lage) breitet sich am Westrand des Steigerwaldes in der Übergangszone zur Gäulandschaft aus, nördlich der Volkach auf leicht welligem Gelände gelegen. Gerolzhofen wurde zwischen 750 und 779 das erste Mal als Dorf (villa) im Volkgau erwähnt, wo das Kloster Fulda begütert war. Nach einer weiteren Erwähnung von 906 folgen erst wieder Urkunden des 13.–14. Jahrhunderts. So wird 1310 ein Pfarrer genannt und 1327 wird es als „oppidum“ bezeichnet, und ungefähr gleichzeitig als Sitz eines Archidiakonats. Die Stadtsiegel der Jahre 1357 und 1359 weisen in die Zeit, da Kaiser Ludwig der Bayer auf Bitten des Landesherren, des Bischofs von Würzburg, zahlreiche Dörfer und Märkte zu Städten erhob. 1397 wurde die Stadt von König Wenzel den Reichsstädten innerhalb des fränkischen Städtebundes gleichgestellt. Der Siedlungskern der Stadt liegt im Bereich des ehemaligen Oberamtshauses bzw. ehemaligen Landratsamtes, wo sich ein befestigter Herrensitz derer von Fuchs befunden hat und wo seit 1492 der fürstbischöfliche Amtmann saß. Das im Schutze der Burg entstandene Dorf wurde zu einer planmäßigen Gesamtanlage ausgebaut und erhielt vor 1397 eine ungefähr rechteckige Befestigung mit zwei Stadttoren. Die äußere Stadt wurde unter Bischof Rudolf von Scherenberg in die Stadtbefestigung einbezogen. Gerolzhofen stellt mit der doppelten Ummauerung das selten gute Beispiel einer konzentrisch entwickelten Anlage dar. Der Grundriss der Stadt beruht auf dem Rastersystem mit parallel zu den Stadtbefestigungen in ostwestlicher und nordsüdlicher Richtung verlaufenden Nebenstraßen. Durchdrungen wird dieses System von einer Diagonalen, der Hauptstraße der Stadt, die nicht geradlinig, sondern vielfach abknickend von Südosten nach Nordwesten führt, im Zentrum erweitert zum unregelmäßig viereckigen Marktplatz und an den Knickstellen und spitzwinklig abzweigenden Nebenstraßen zu kleineren Sondermarktplätzen. In der Kernanlage ist sie von besonderer Prägnanz, wo sie die über Gerolzhofen führenden Nordsüd- und Westoststraßen zur Deckung bringt. Doch setzt sie sich auch im erweiterten Stadtgebiet durch. Die wichtige West-Ost-Orientierung – im Zusammenhang einer Altstraße vom Hauptetappenort Würzburg, die über Stegaurach und Bamberg nach Hallstadt führte – wird nach der Erweiterung deutlicher. Die die Stadt durchquerende Diagonale liegt aber nicht nur im Zuge der westöstlichorientierten Altstraße, sondern auch im Zuge eines Verbindungsweges, der, älter als die Stadt, von der fränkischen Siedlungsgruppe um Herlheim nach Schallfeld und Düttingsfeld in die Mark Oberschwarzach führte. Weiters ist auf die alte Straße Schweinfurt-Prichsenstadt hinzuweisen, die ebenfalls die Stadt durchschnitten hat, heute jedoch als Schnellstraße östlich vorbeiführt. Die Diagonale vereinigt in sich also Verkehrswege und Altstraßen, die sowohl ostwestlich wie nordsüdlich orientiert sind. Sie stellt sich im ganzen ummauerten Stadtgebiet als Folge von Straßen- und Platzräumen dar. Der „Hauptstadt“ genannte Kernbereich, der nur wenige Gassen in sich umgreift, besitzt eine durch die Sichtbeziehungen der Monumentalbauten ausgeprägte Ostwestachse. An bzw. nahe dieser Achse liegen alle Hauptgebäude der Stadt: Der Eulenturm (ehemals auch Vogteigefängnis); das ehemalige Vogteigebäude, die „neue Vogtei“, 1495 als Wohnung des fürstbischöflichen Stadtvogts errichtet und 1600–1614 neugebaut; die Stadtpfarrkirche, Neubau einer dreischiffigen Hallenkirche ab 1436 mit doppelter Ostturmanlage, um zwei Achsen nach Westen durch Josef Schmitz ab 1899 erweitert; das Rathaus, 15. und 16. Jahrhundert; der Weiße Turm, 14./16. Jahrhundert (ehemals auch Zentgefängnis) und weiter abgerückt das ehemalige Oberamtshaus von 1580, mit ehemaligem neuem Gefängnis (Mitte des 19. Jahrhunderts). Diese erhöht gelegenen Bauten bestimmen die Stadtsilhouette, die aber durch Abbruch des Zehntstadels (1955) beim Vogteiamt, trotz der Anpassung des Neubaus an die ursprüngliche Höhen- und Massenentwicklung, gestört wurde. Im Kernbereich liegt auch das 1402 von einem Schweinfurter Ehepaar gestiftete Spital, das unter Fürstbischof Julius Echter 1616 neu gegründet wurde; die bestehende Spitalkirche wurde erst 1710 errichtet. Die Tatsache, dass nur am Marktplatz dreigeschossige Bürgerhäuser zu finden sind, unterstreicht das Bedeutungsgefälle von Zentrum zu den Vorstädten, dem zusätzlich noch das topographische Gefälle entspricht. Der ganz andere Charakter der Vorstädte ist in der Rügshofer Straße besonders deutlich geblieben. Hier ist ein Viertel von ackerbürgerlichem Gepräge geschlossen erhalten. Relativ stattliche Wohnhäuser säumen den marktartigen Straßenraum, dahinter liegen die Stallgebäude sowie eine parallel ziehende Scheunenreihe, dem Verlauf der äußeren Stadtmauer entsprechend, bis zu der sich die Hausgärten erstrecken. Hinter den Anwesen gegen die Salzstraße ist die Anordnung ähnlich, zwischen zwei Reihen von Rückgebäuden ist ein Streifen mit Gartenkultur im Bereich des ehemaligen Grabens freigehalten. Auch die Steingrabenstraße ist ackerbürgerlich geprägt, doch bescheidener, obwohl sich hier ein Stiftshof befand (noch erhalten ein Renaissance-Doppelportal bei Steingrabenstraße 47). Die südliche Spitalvorstadt zeichnet sich durch ihre Beziehung auf das Oberamtshaus aus, hier befanden sich der ehemalige Ökonomiehof und die zugehörigen Vorwerke derer von Fuchs. Hier war das Badhaus und auch das kommunale Bräuhaus von 1603 (im Graben an der Südostecke der inneren Befestigung) situiert. Die Ausdehnung der Spitalvorstadt lässt auch erkennen, dass der Mühlbach mit Mühle eigens der Stadtummauerung einbezogen wurde. Auch im Süden der Grabenstraße ist, wie bei der Rügshofer Straße, eine Scheunenreihe erhalten, die parallel zu Straße bzw. Mauer den Ackerbürgerhäusern zugeordnet ist. Im äußeren Stadtbereich brechen neue Straßenachsen das Grundrisssystem auf, wodurch die Stadt zu den geschichtlichen neue Tor- und Eingangssituationen erhalten hat. So ist die Fortsetzung der Mittelachse Bürgermeister-Weigand-Straße/Marktplatz/Weiße-Turm-Straße nach Osten und Westen modern, auch im Süden wurde eine Mauerbresche geschlagen für eine nicht ausgeführte Straße. Die Diagonale, deren städtebauliches Charakteristikum die Staffelung ist, wurde durch eine verschleifend-abgerundete Bebauung an der Ecke Schallfelder- und Bleichstraße gestört. Die Struktur und Ausdehnung des Ensembles Gerolzhofen wird somit vom Stadtplan und den Befestigungen des 14. und 15. Jahrhunderts bestimmt. Die Leerflächen beschreiben einerseits die erhaltenen inneren Grabenbereiche, andererseits sind sie Ausdruck der Ackerbürgerstadt, in deren großzügig bemessener Ummauerung Hof- und Gartenflächen einbezogen sein sollten. Durch die schweren Verluste, die Gerolzhofen 1525 im Bauernkrieg und 1552 im 2. Markgrafenkrieg erfuhr, ist die Architektur der Stadt im Wesentlichen nachmittelalterlich. Mit den Monumentalbauten, die ihre Ausgestaltung maßgeblich in der Zeit von Fürstbischof Julius Echter von Mespelbrunn erhielten, stellt die Stadtsilhouette Gerolzhofen sich heute noch als fürstbischöfliche Amts- und Landstadt dar. Aktennummer: E-6-78-134-1.

## Stadtbefestigung

### Innere Stadtbefestigung
Vor 1397 erhielt die Stadt eine ungefähr rechteckige Befestigung mit zwei Stadttoren: In der SO-Ecke das Spitaltor oder Innere Schallfelder Tor, zuletzt 1579 instand gesetzt (Wappenstein in Arkaden Botanischer Garten erhalten), und das Zenttor in der NW-Ecke, zuletzt erneuert 1600 (Wappenstein an Marktstraße 16) (beide 1871/77 abgetragen). An allen vier Seiten sind nicht nur Teile des Grabens, zugänglich und sichtbar an der Grabenstraße, aber auch unzugänglich zwischen Rügshofer Straße und Salzstraße, erhalten, sondern auch Reste von Mauern und Türmen. Die Mauern sind teilweise in Häusern verbaut. Erhalten sind zwei stattliche Mauertürme im Westen der Eulenturm und im Osten der Weiße Turm. Sie dienten zur Verstärkung der West- und Ostfront. Aktennummer: D-6-78-134-2. Bilder.

| Lage                                      | Objekt                                  | Beschreibung                                                                   | Akten-Nr.             | Bild           |
| ----------------------------------------- | --------------------------------------- | ------------------------------------------------------------------------------ | --------------------- | -------------- |
| Bürgermeister-Weigand-Straße 4 (Standort) | Eulenturm, ehemaliges Vogteigefängnis   | Quadratischer Turm der inneren Befestigung, 14. Jahrhundert                    | D-6-78-134-2 Wikidata | weitere Bilder |
| Weiße-Turm-Straße (Standort)              | Weißer Turm                             | Rundturm der inneren Stadtbefestigung, 14.–16. Jahrhundert                     | D-6-78-134-2 Wikidata | weitere Bilder |
| Grabenstraße 2 (Standort)                 | Turmstumpf der inneren Stadtbefestigung | Zweigeschossiger Walmdachbau mit Fachwerkobergeschoss, im Kern 16. Jahrhundert | D-6-78-134-2 Wikidata | weitere Bilder |

| Lage                       | Objekt        | Beschreibung                                                                                              | Akten-Nr.              | Bild           |
| -------------------------- | ------------- | --- | ---------------------- | -------------- |
| Nähe Salzstraße (Standort) | Grabenbereich | Ab Ecke Spitalstraße bis Schulgasse, mit Mauerresten; ab Schulgasse bis Breslauer Straße, mit Mauerresten | D-6-78-134-42 Wikidata | weitere Bilder |

### Äußere Stadtbefestigung um Zehnt- und Spitalvorstadt
Die äußere Stadt mit der Zehnt- und Spitalvorstadt wurde unter Bischof Rudolf von Scherenberg in die Stadtbefestigung einbezogen und als nunmehr viertorige Anlage mit dem Frankenwinheimer Tor im Westen (1568 Neubau), dem Rügshofer Tor in der Nordostecke (1625 unter Fürstbischof Philipp Adolf von Ehrenberg erneuert), dem Dingolshäuser Tor im Osten (Wappenstein von 1548 im Braugäßchen erhalten) und dem Äußeren Schallfelder Tor im Süden (Ende 15. Jahrhundert unter Fürstbischof Rudolf von Scherenberg) ausgebaut. Die Tore sind abgegangen, doch sind von der Ummauerung langgezogene Mauerzüge im Norden, Osten und Süden, wenig im Westen, mit zahlreichen Mauertürmen bzw. Turmstümpfen erhalten. Neben Durchlässen an den abgegangenen Tor sind zahlreiche Durchbrüche für Straßen geschaffen worden. Aktennummer: D-6-78-134-3.
Beginnend im Süden an der Schallfelder Straße besteht die äußere Stadtbefestigung aus folgenden Teilen.
Im Abschnitt vom abgegangenen Äußeren Schallfelder Tor an der Schallfelder Straße zur Breslauer Straße sind erhalten:
- Schallfelder Straße 20, 22, Auf der Weth 5, 7, 11 (Lage): Mauerzug der äußeren Stadtmauer
- Auf der Weth 13 (Lage): Mauerturm
- Auf der Weth 13, 15, 17 (Lage): Mauerzug der äußeren Stadtmauer

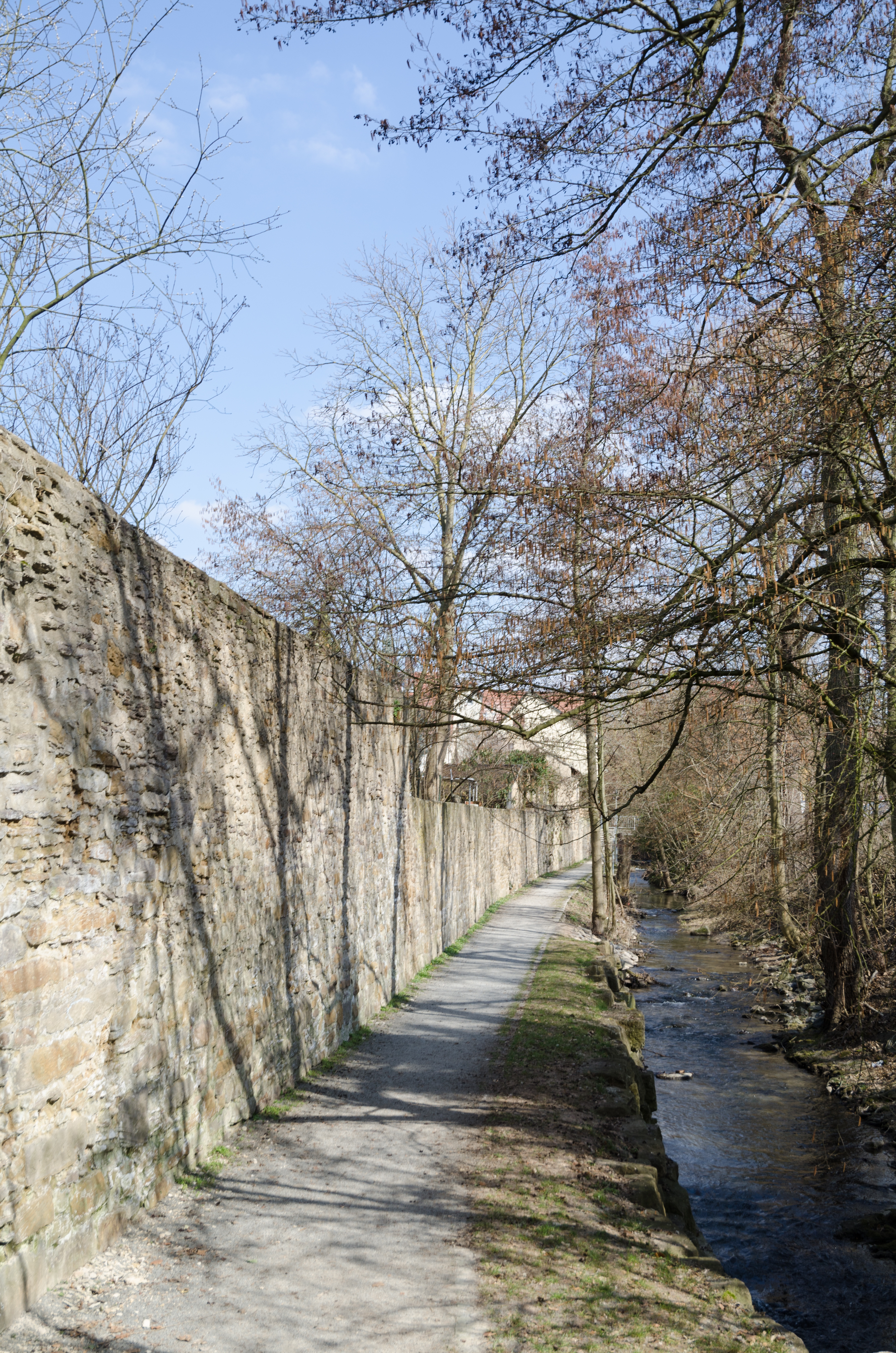
Mauerzug entlang der Volkach
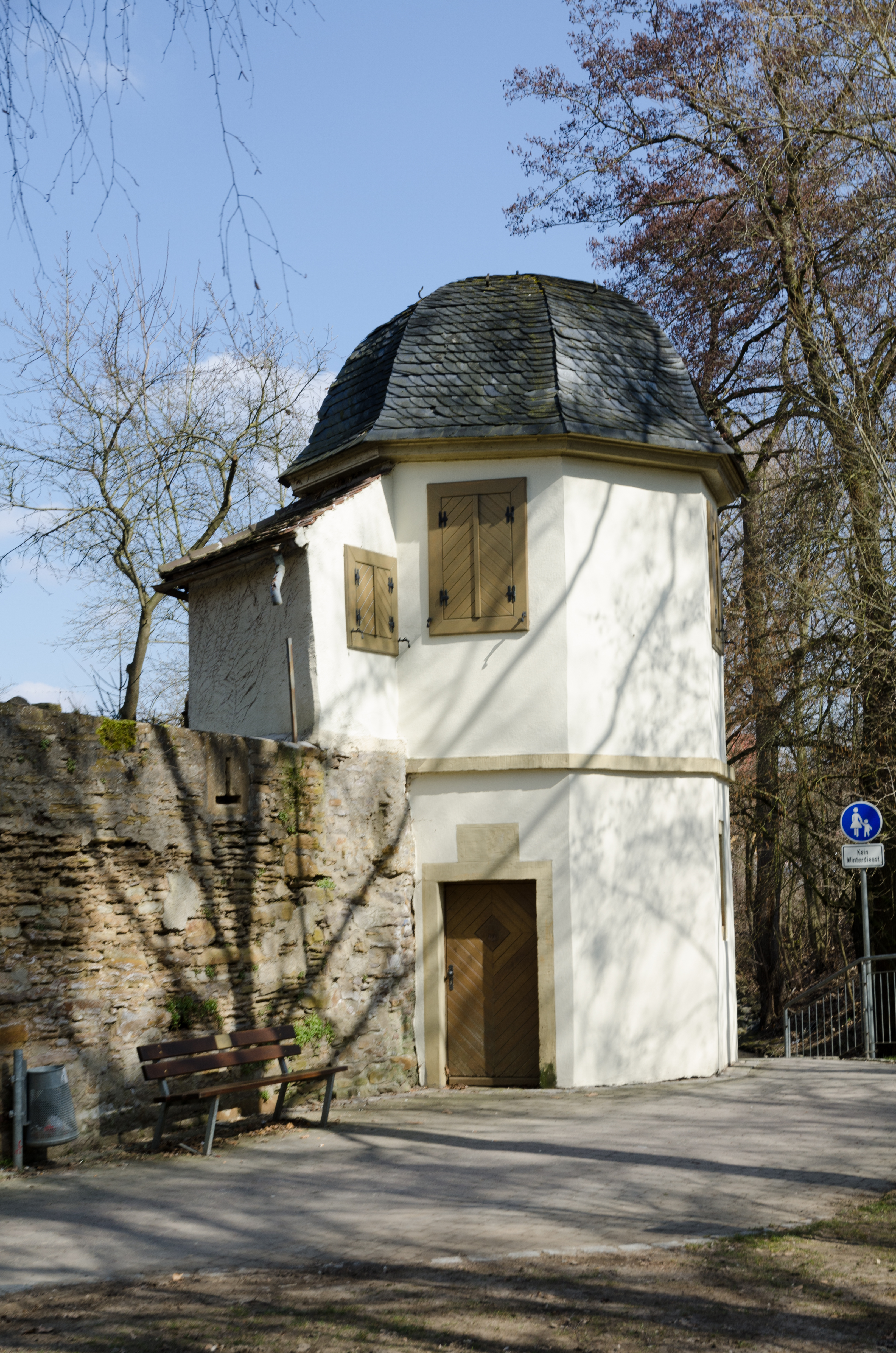
Mauerturm an der Volkach
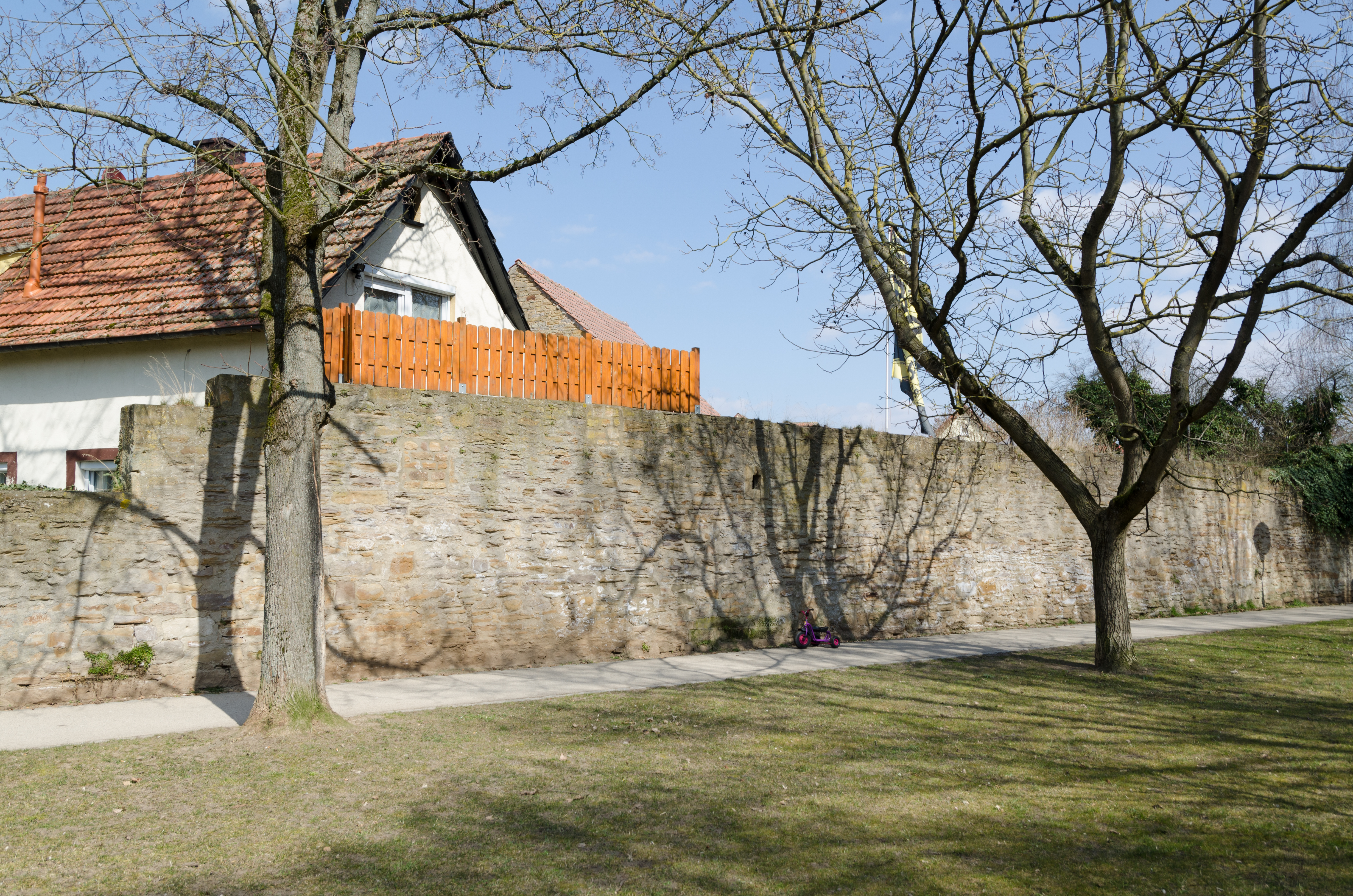
Mauerzug An der Weth

Im Abschnitt vom Durchbruch an der Breslauer Straße bis zur Bürgermeister-Weigand-Straße sind erhalten:
- Am Schießwasen: Mauerzug der äußeren Stadtmauer
- Am Schießwasen 9 (Lage): Turmstumpf der äußeren Stadtmauer, zum Wohnhaus ausgebaut
- Am Schießwasen (Lage): Mauerzug der äußeren Stadtmauer mit Mauerpforte, bezeichnet „1740“
- Bürgermeister-Weigand-Straße 13 (Lage): Mauerzug der äußeren Stadtmauer
- Bürgermeister-Weigand-Straße 13 (Lage): Bibra-Turm, Rundturm der äußeren Stadtbefestigung mit Wappen und Inschriften, bezeichnet „1496“

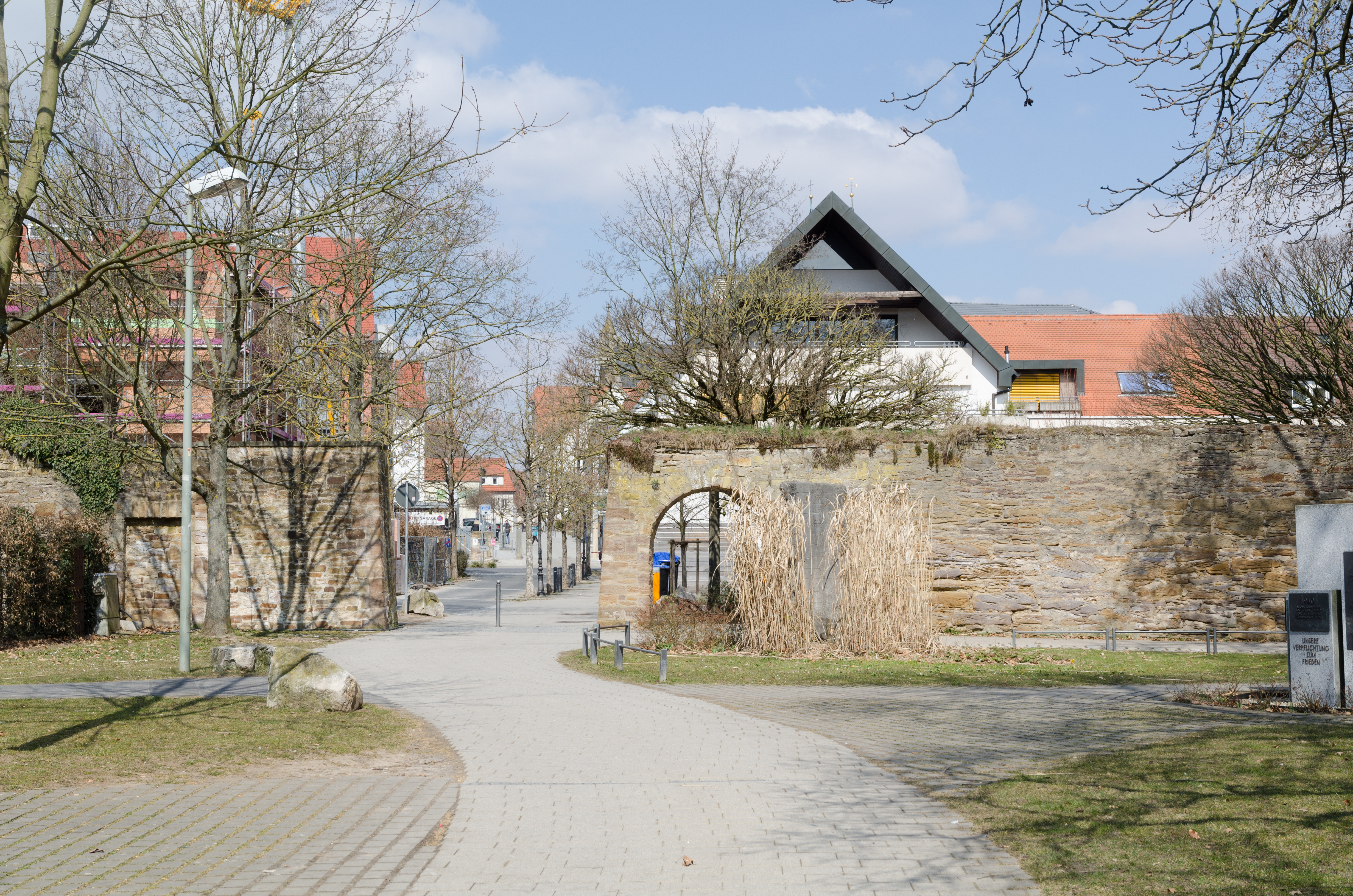
Mauerzug am Schießwasen
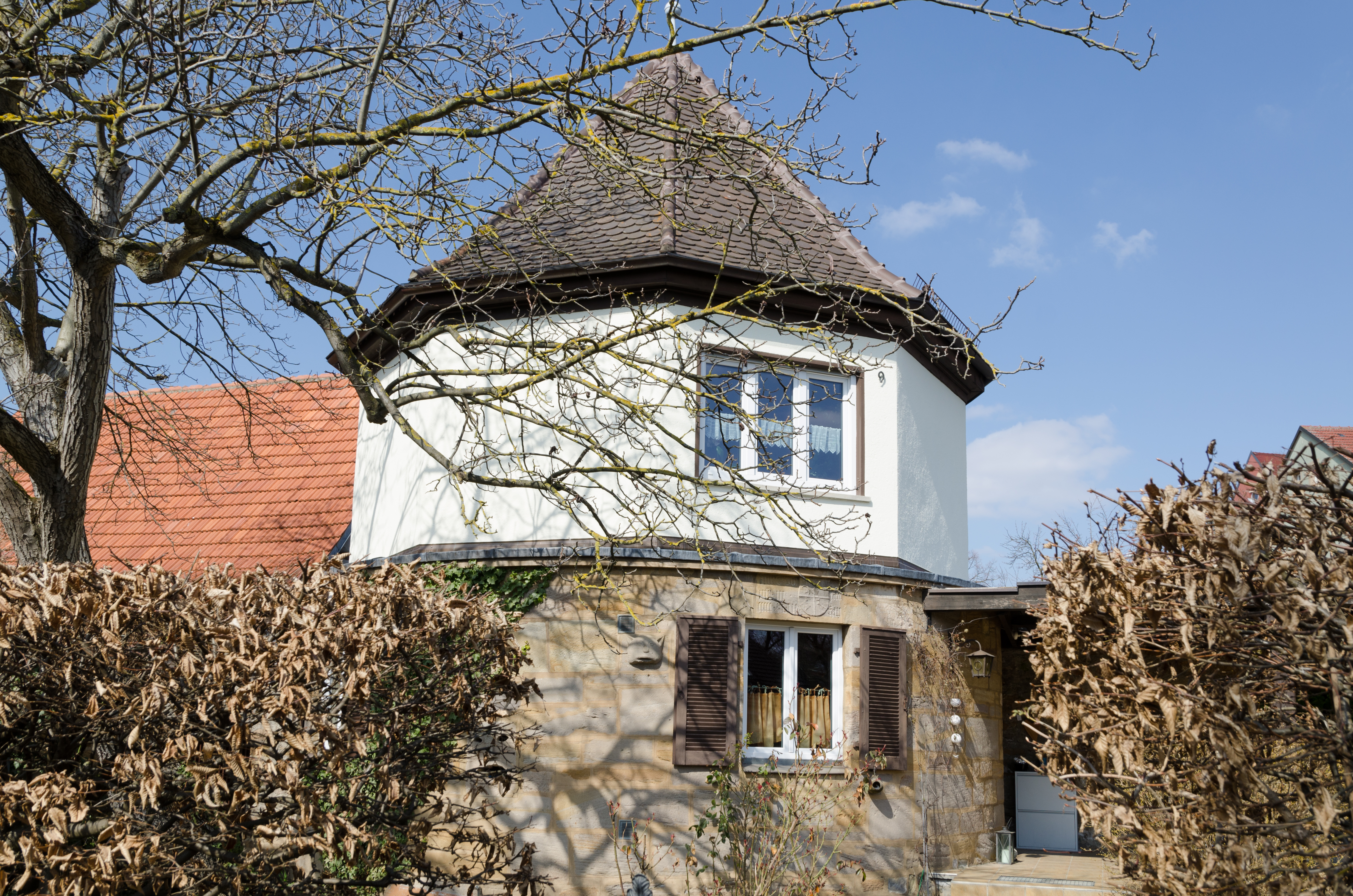
Turmstumpf Am Schießwasen 9
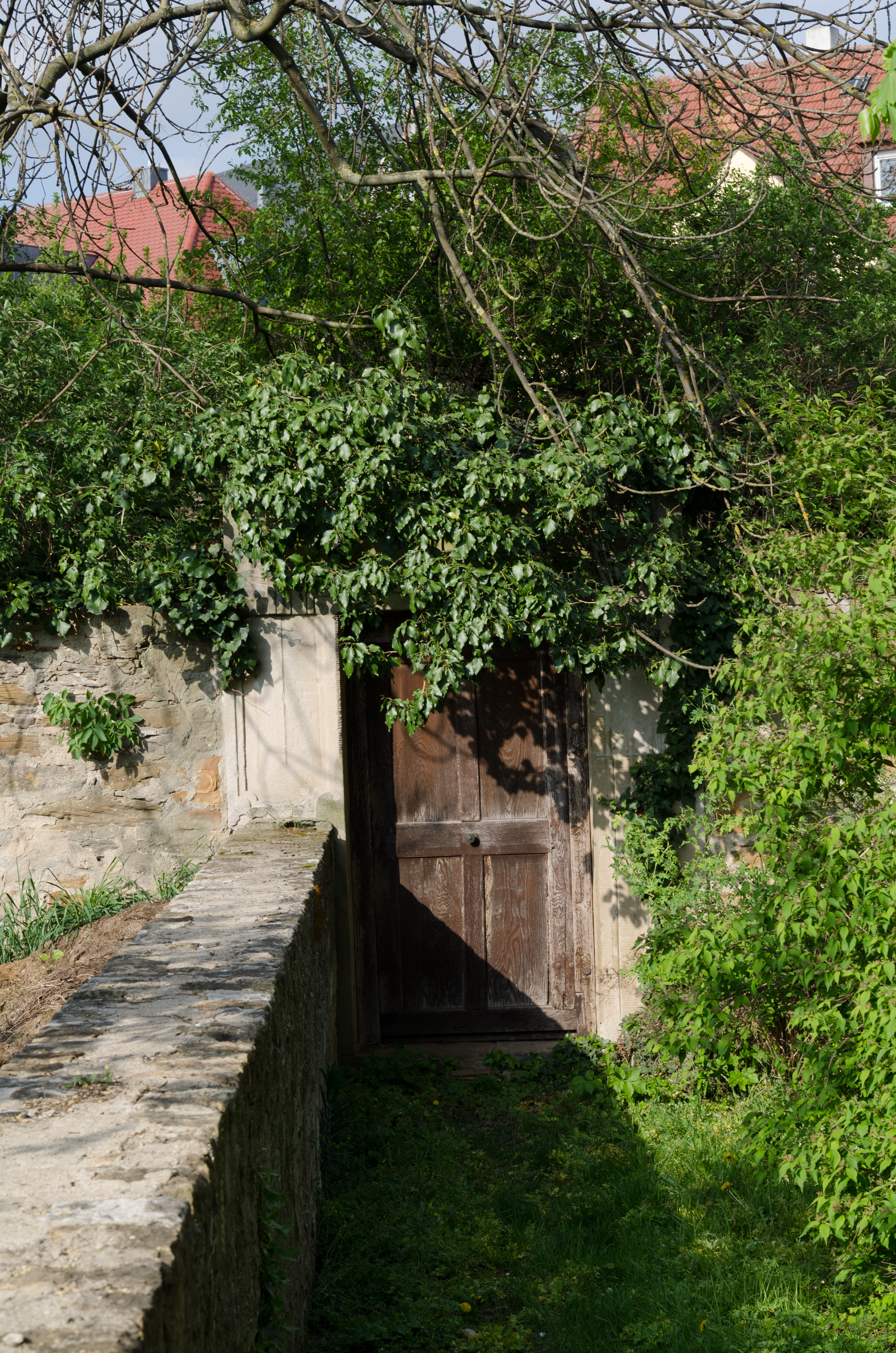
Pforte Am Schießwasen 9
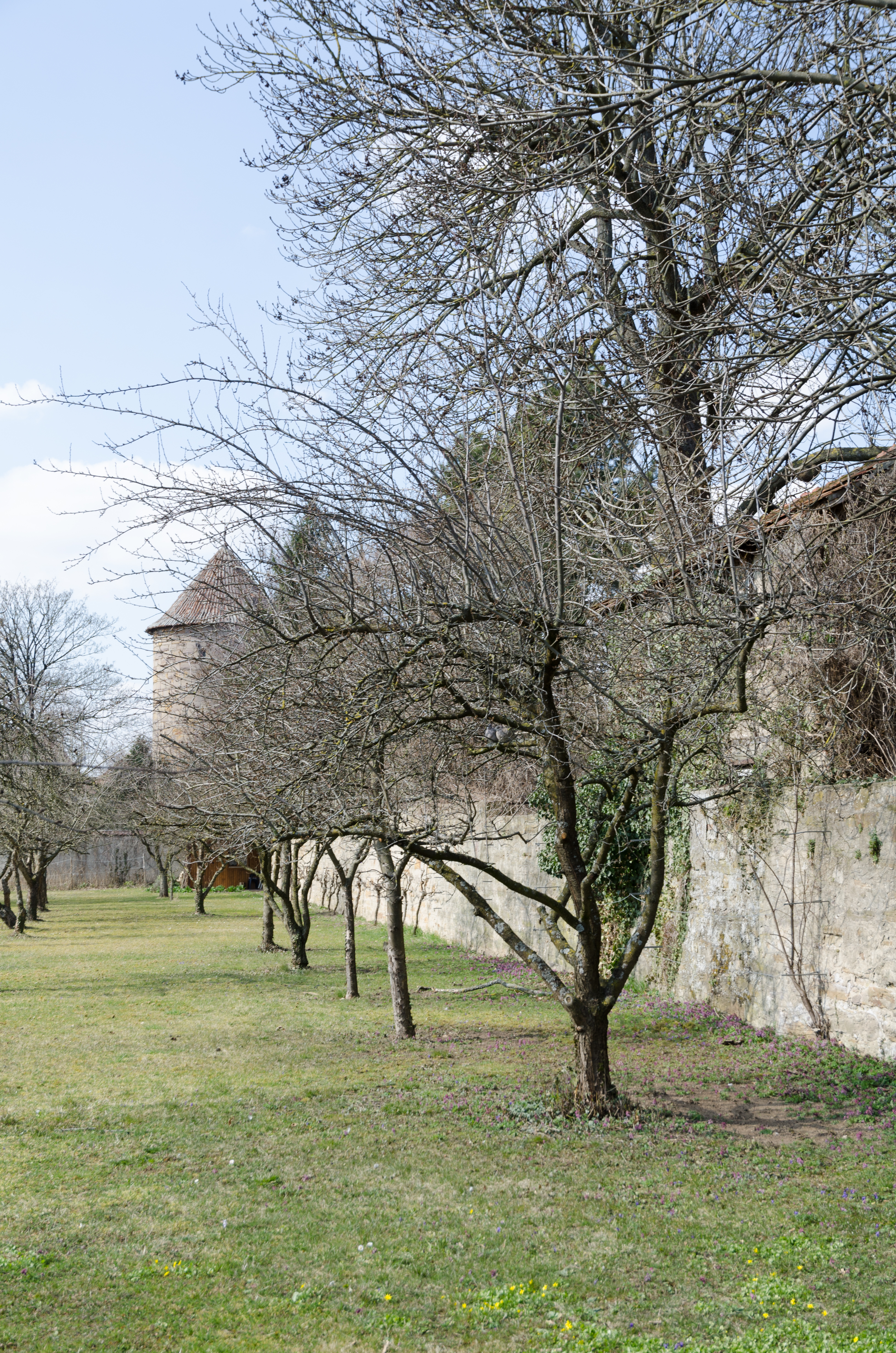
Mauerzug zwischen Am Schießwasen und Bürgermeister-Weigand-Straße 13
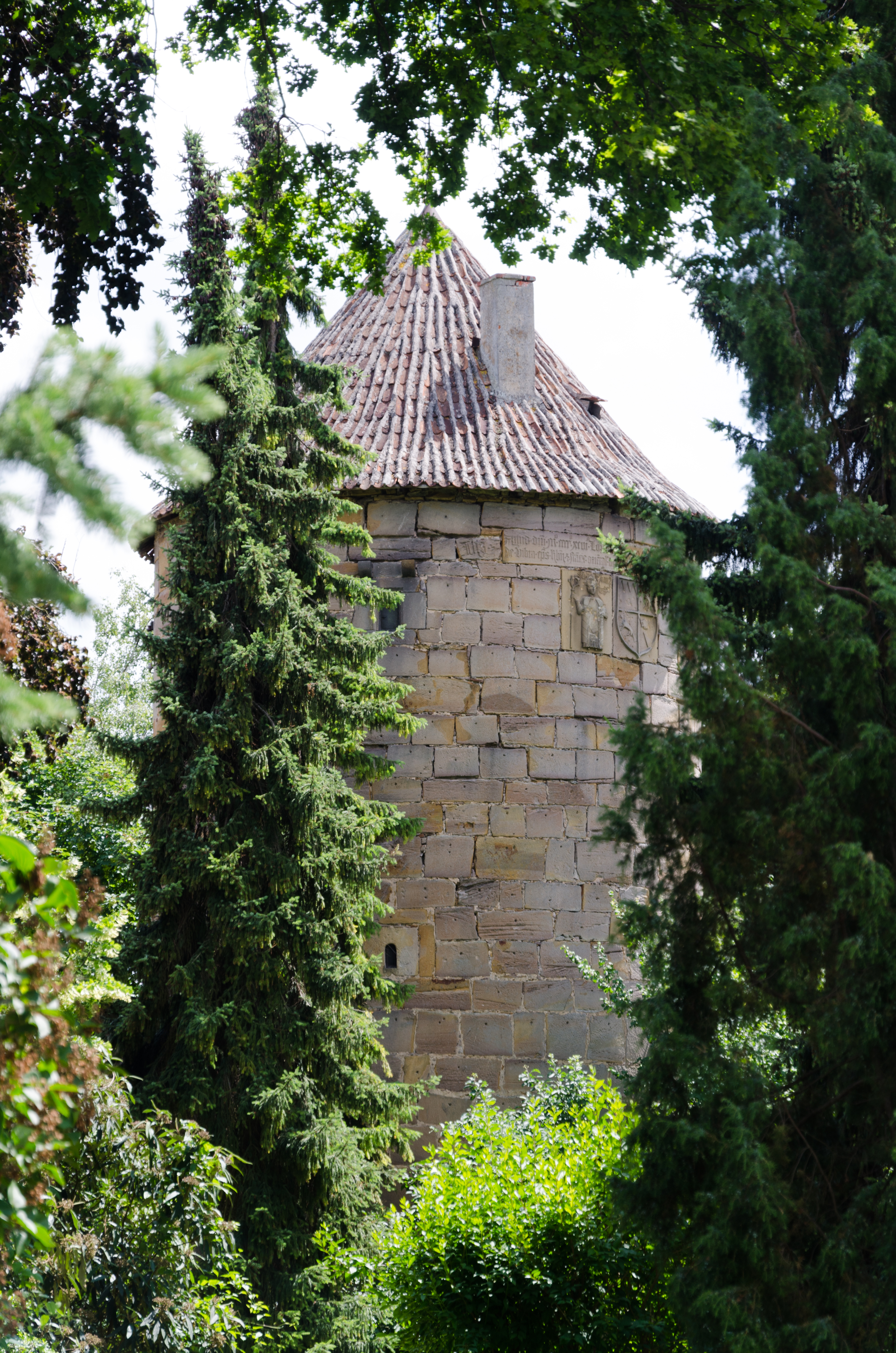
Bibra-Turm
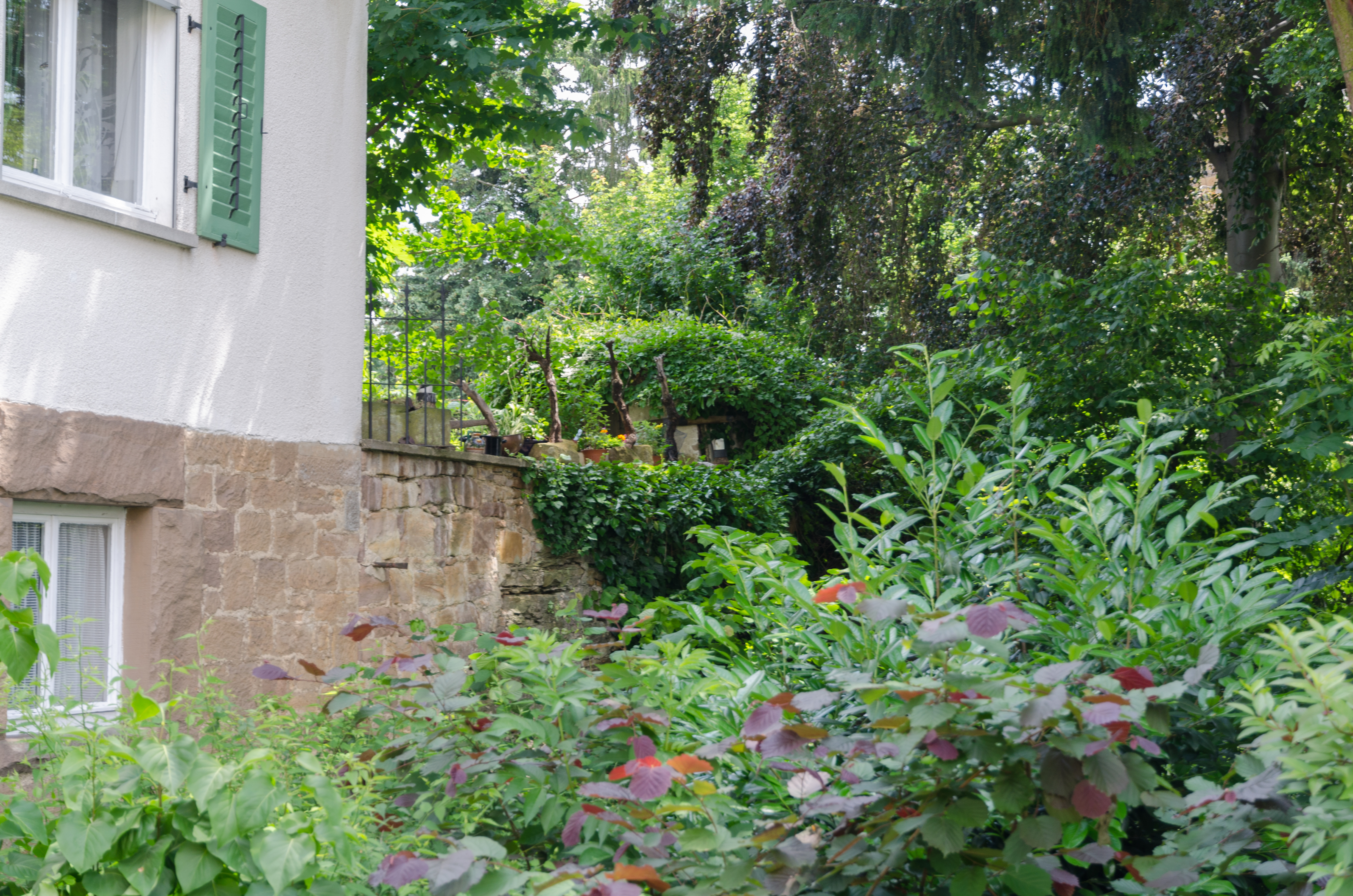
Mauerzug nördlich Bürgermeister-Weigand-Straße 13

Im Abschnitt vom Durchbruch an der Bürgermeister-Weigand-Straße zur Bahnhofstraße sind erhalten:
- Bürgermeister-Weigand-Straße 14 (Lage): Turmstumpf des äußeren Mauerrings, zweite Hälfte 15. Jahrhundert, zu modernem Wohnhaus umgebaut
- Bürgermeister-Weigand-Straße 14 (Lage): Kurzer Mauerzug der äußeren Stadtmauer ausgebaut

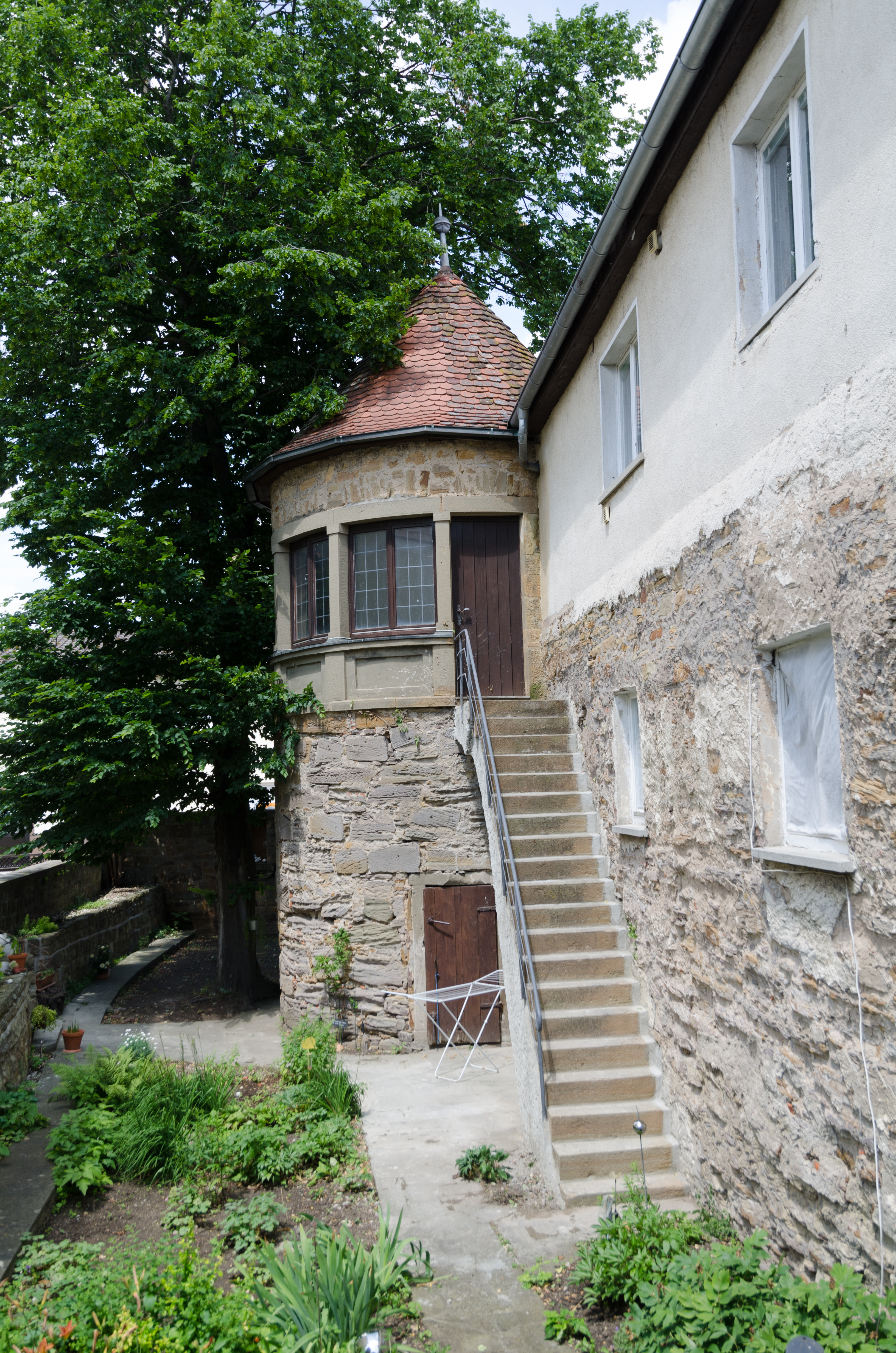
Turmstumpf Bürgermeister-Weigand-Straße 14
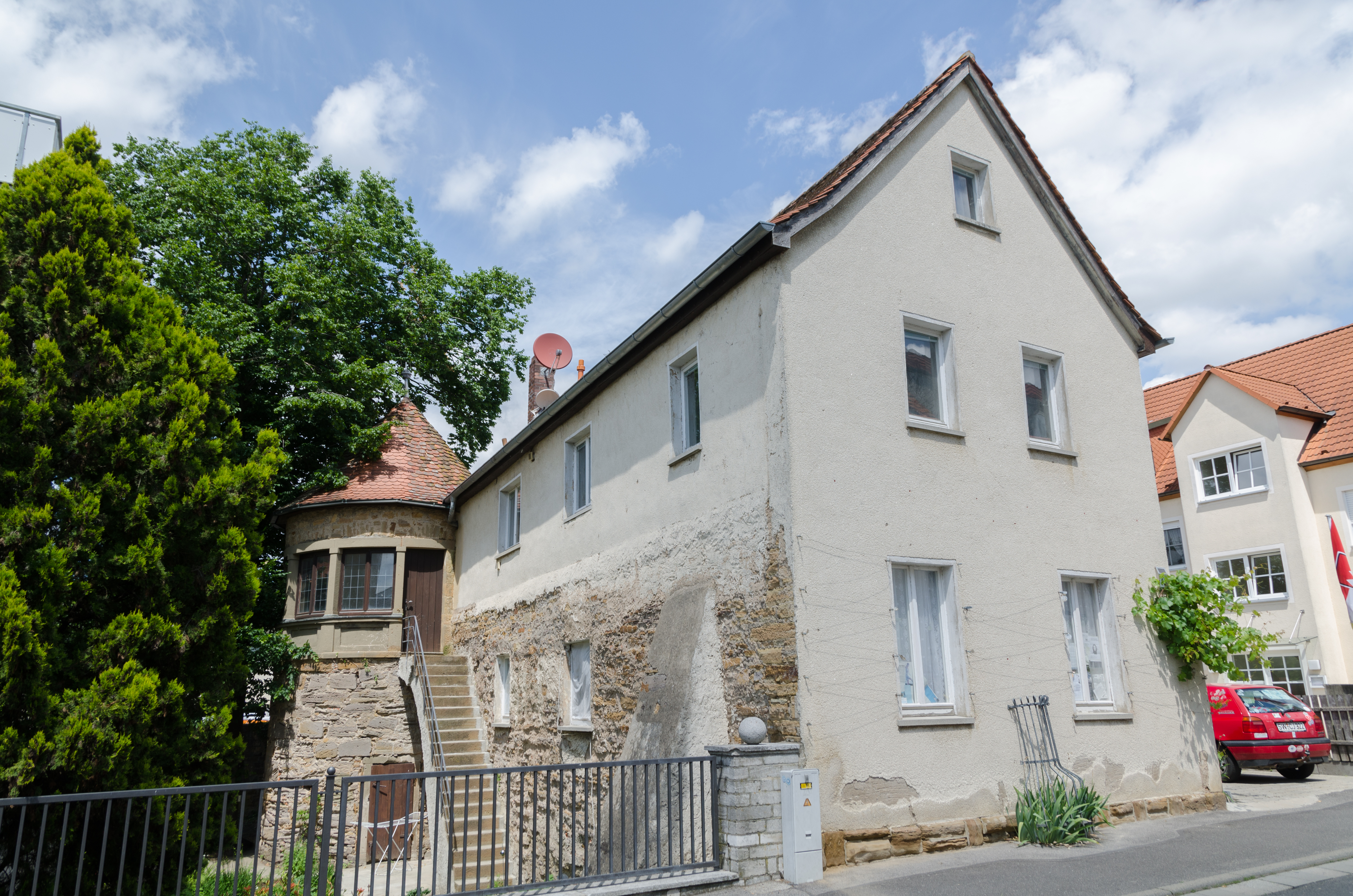
Mauerzug Bürgermeister-Weigand-Straße 14

Im Abschnitt vom abgegangenen Winheimer Tor der Bahnhofstraße zur Entengasse sind erhalten:
- Bahnhofstraße 18 (Lage): Rest der äußeren Stadtmauer
- Dreimühlenstraße, entlang der Straße zwischen Bahnhofstraße und Entengasse: Reste der Stadtmauer der äußeren Befestigung
- Entengasse 13 (Lage): Runder Wehrturm an der Nordwestecke der äußeren Stadtbefestigung, bezeichnet „1489“
- Dreimühlenstraße, entlang der Straße zwischen Bahnhofstraße und Entengasse: Reste der Stadtmauer der äußeren Befestigung

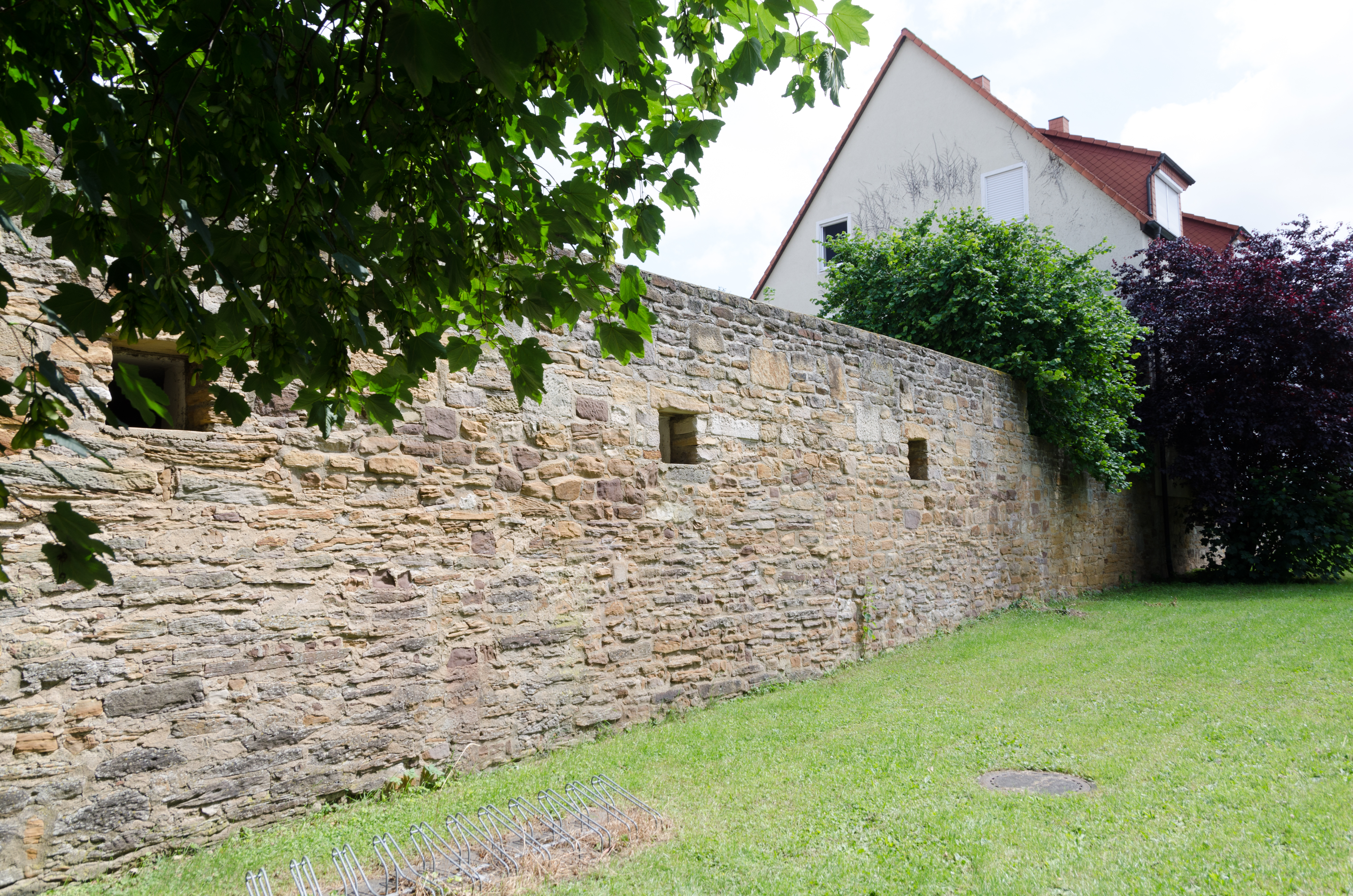
Mauerzug der äußeren Stadtmauer Bahnhofstraße 18
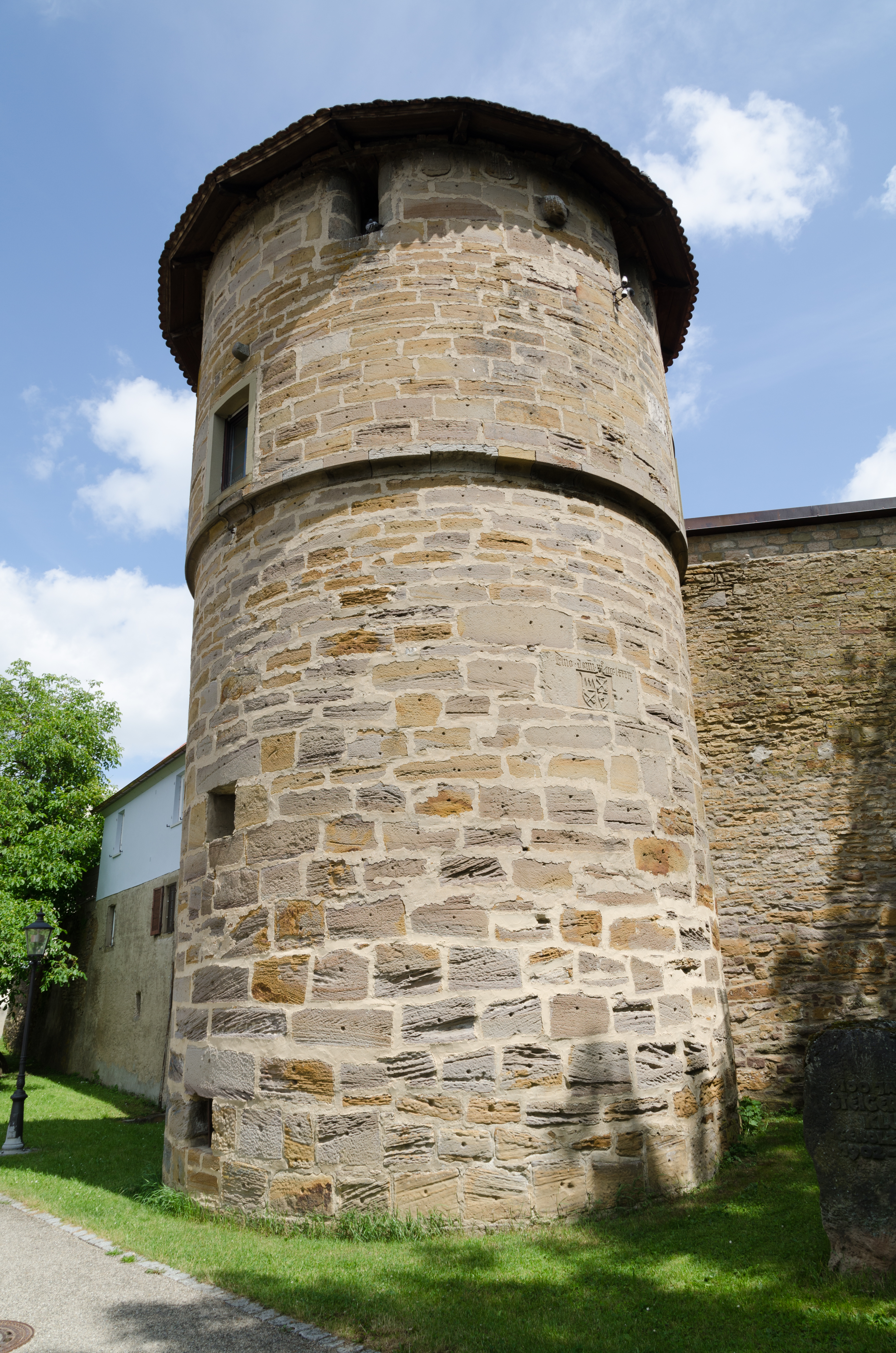
Mauerturm Entengasse 13
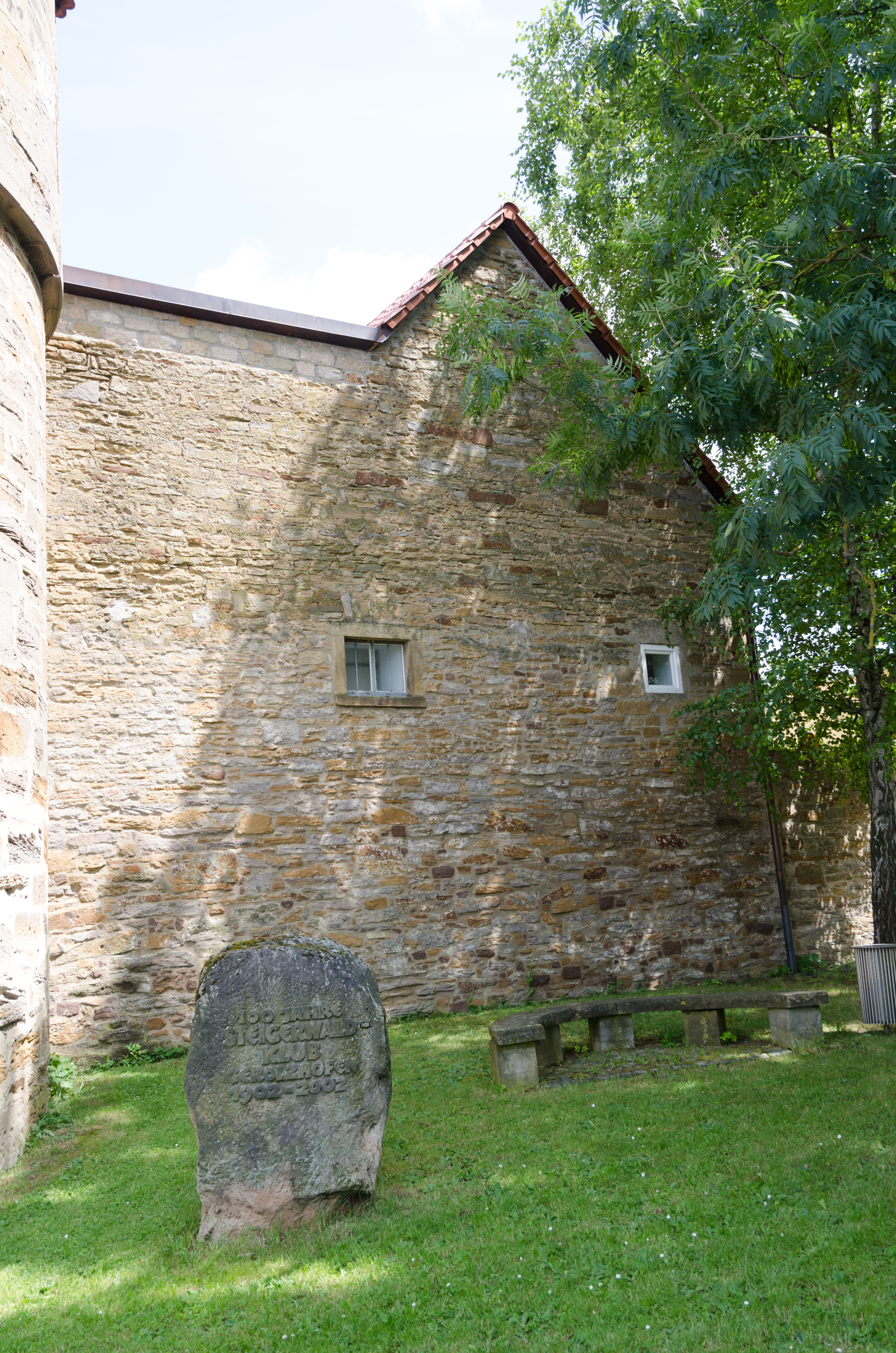
Mauerzug Dreimühlenstraße

Im Abschnitt vom Durchbruch an der Entengasse zur Rügshöfer Straße:
- Entengasse 8 (Lage): Mauerturm der äußeren Stadtbefestigung, zweite Hälfte 15. Jahrhundert
- Nördliche Allee, entlang der Nördlichen Allee: Mauerzug der äußeren Stadtbefestigung
- Nördliche Allee, entlang der Südseite der Straße: Mauerzug der äußeren Stadtbefestigung, zweite Hälfte 15. Jahrhundert
- Nördliche Allee, Entengasse 4: Turmrest der äußeren Stadtbefestigung, zweite Hälfte 15. Jahrhundert
- Nördliche Allee, entlang der Südseite der Straße: Mauerzug der äußeren Stadtbefestigung, zweite Hälfte 15. Jahrhundert
- Nördliche Allee, Rügshöfer Straße 3: Turmrest der äußeren Stadtbefestigung, zweite Hälfte 15. Jahrhundert
- Nördliche Allee, entlang der Südseite der Straße: Mauerzug der äußeren Stadtbefestigung, zweite Hälfte 15. Jahrhundert
- Nördliche Allee, Rügshöfer Straße 17: Turmrest der äußeren Stadtbefestigung, zweite Hälfte 15. Jahrhundert
- Nördliche Allee, entlang der Südseite der Straße: Mauerzug der äußeren Stadtbefestigung, zweite Hälfte 15. Jahrhundert
- Nördliche Allee, Rügshöfer Straße 37: Turmrest der äußeren Stadtbefestigung, zweite Hälfte 15. Jahrhundert
- Nördliche Allee, entlang der Südseite der Straße: Mauerzug der äußeren Stadtbefestigung, zweite Hälfte 15. Jahrhundert

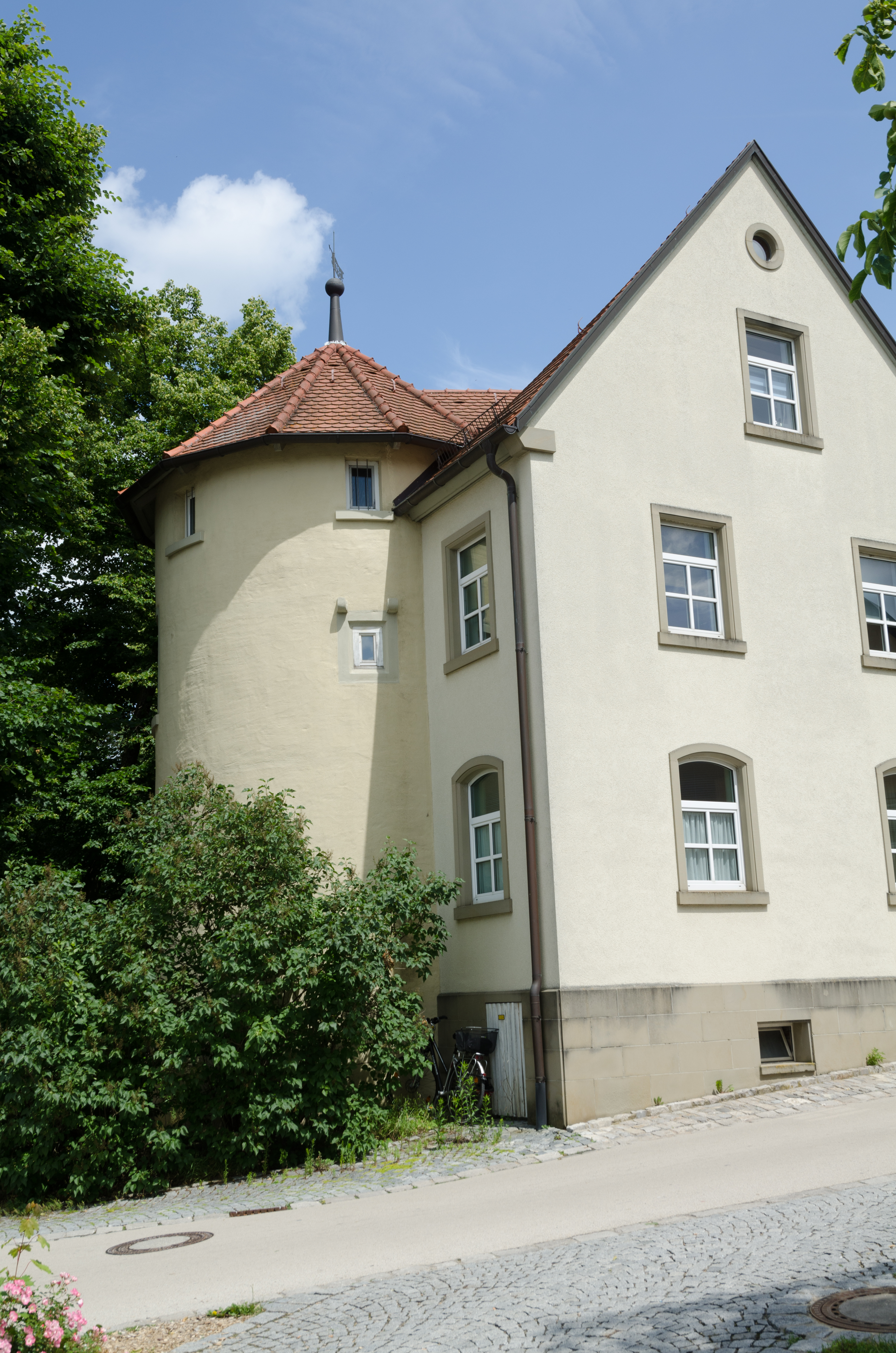
Mauerturm
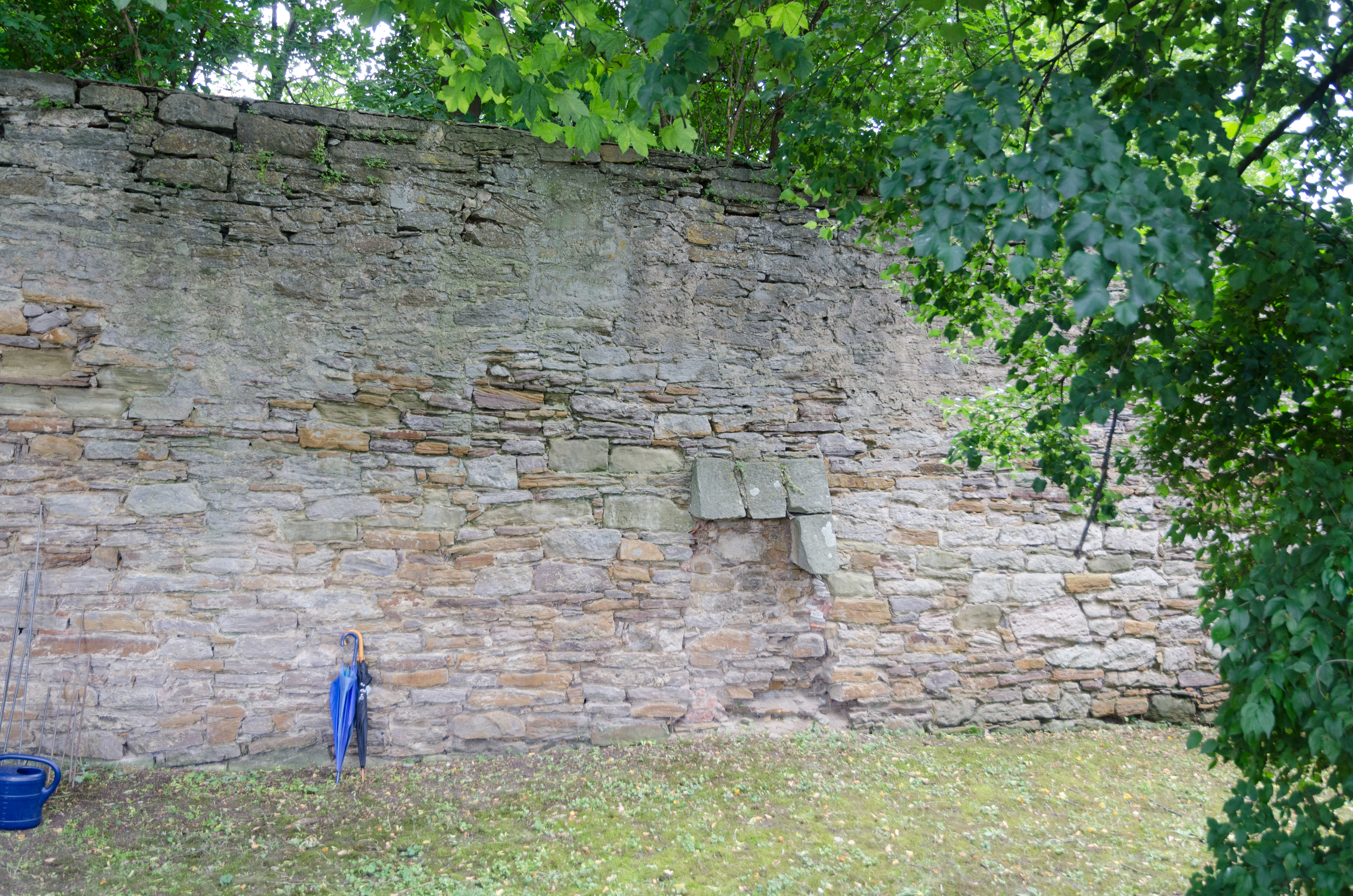
Mauerzug Nördliche Allee
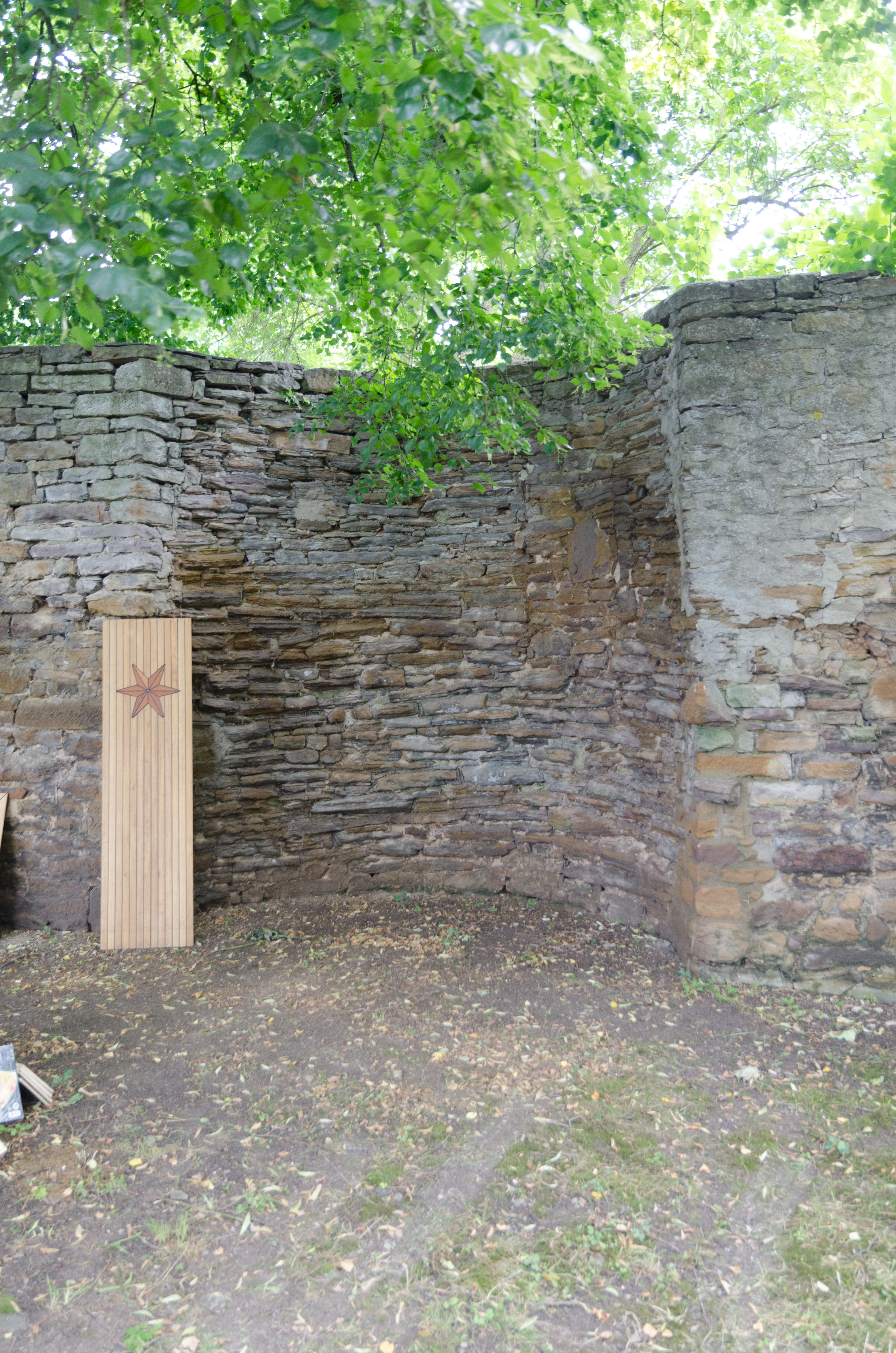
Mauerzug Nördliche Allee

Vom abgegangenen Rügshöfer Tor an der Rügshöfer Straße und Östliche Allee 10 ist die Stadtmauer abgegangen. Im Abschnitt von der Steingrabenstraße 29 bis zur Jahnstraße sind erhalten:
- Östliche Allee 10 (Lage): Scherenbergturm, Rundturm der äußeren Stadtbefestigung, zweite Hälfte 15. Jahrhundert
- Östliche Allee (Lage): Mauerzug der äußeren Stadtbefestigung, zweite Hälfte 15. Jahrhundert

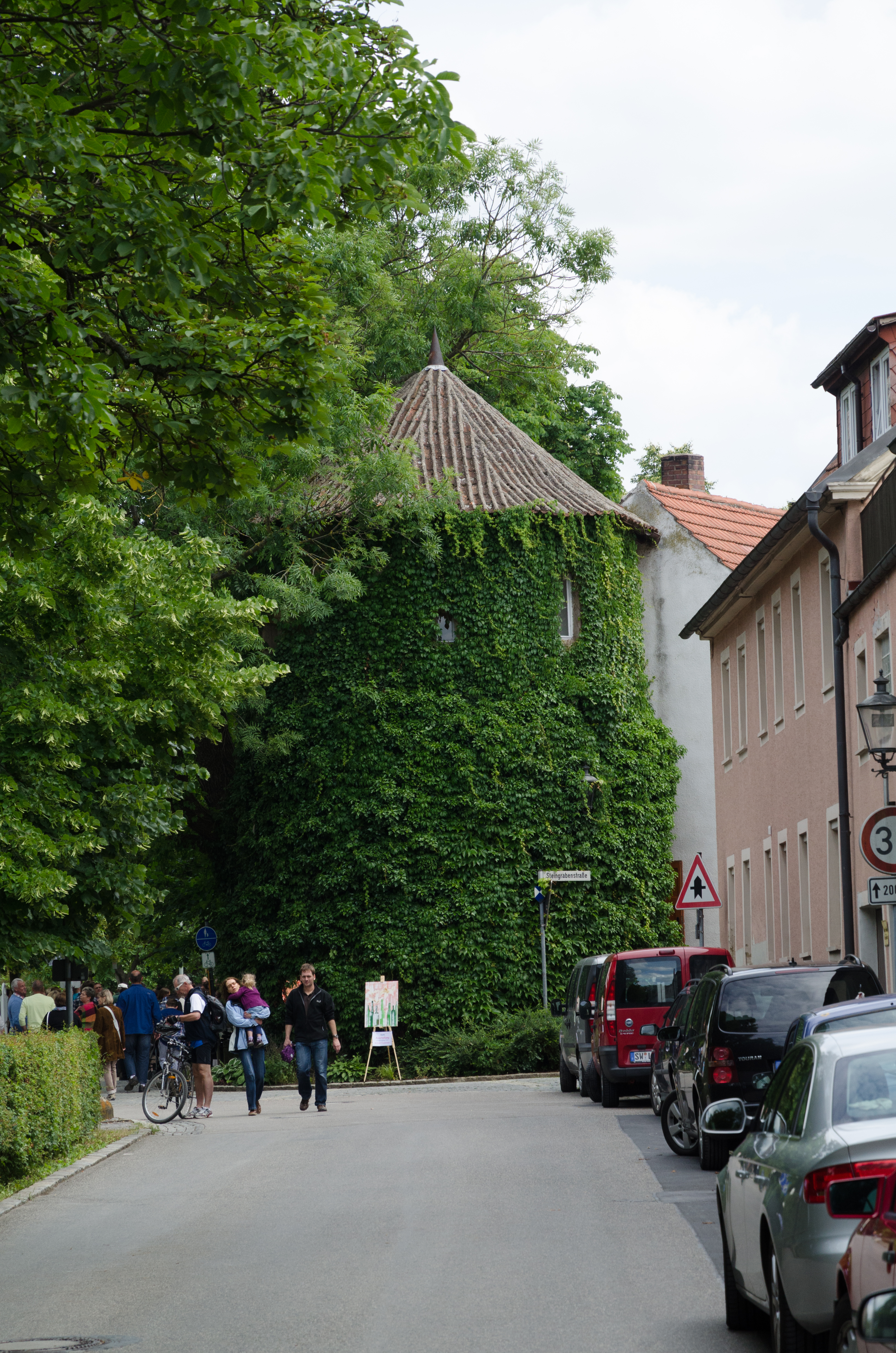
Scherenbergturm
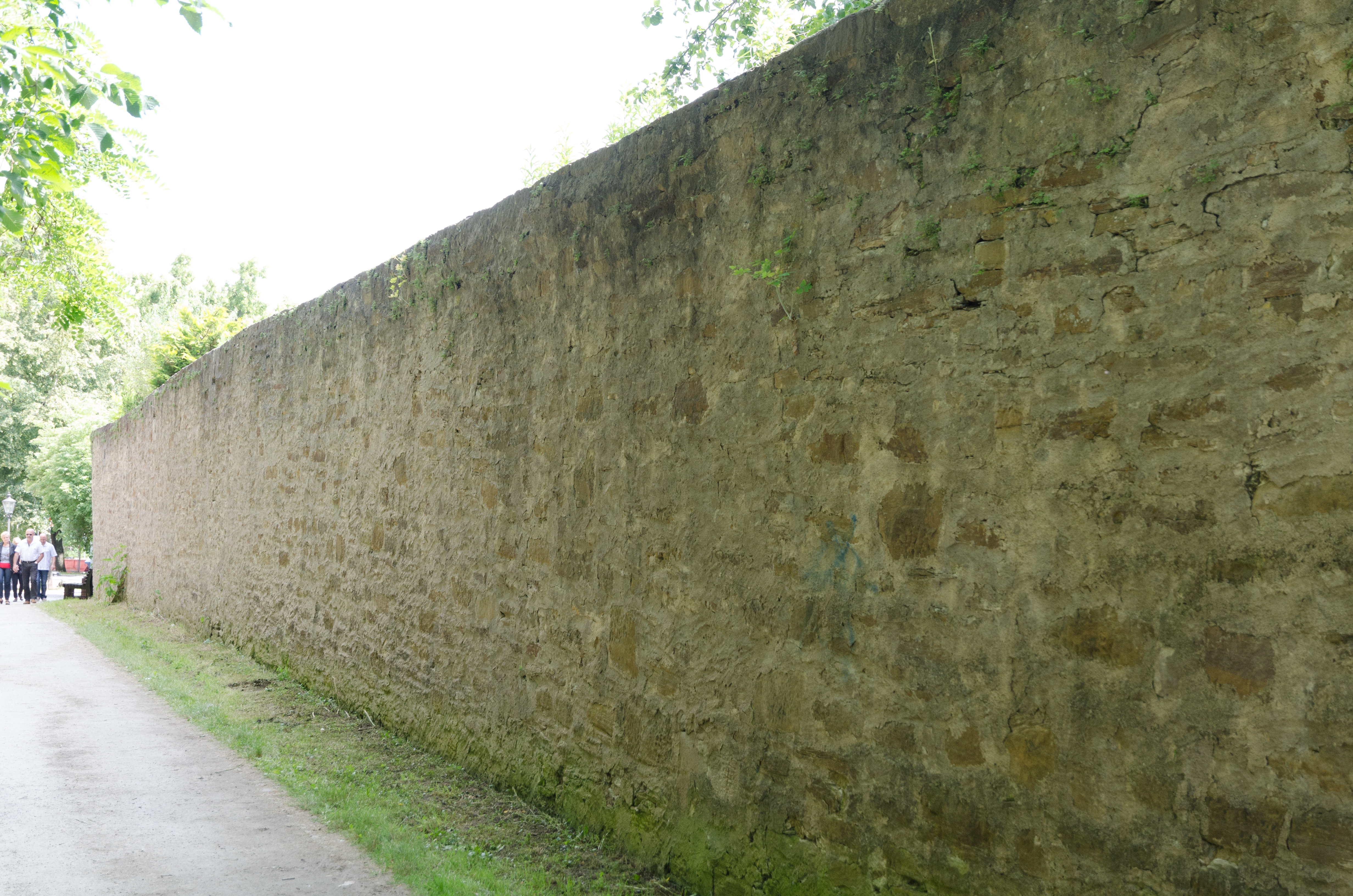
Mauerzug der äußeren Stadtbefestigung, Östliche Allee

Im Abschnitt von der Jahnstraße zur Dingolshäuser Straße sind erhalten:
- Östliche Allee (Lage): Mauerzug der äußeren Stadtbefestigung, zweite Hälfte 15. Jahrhundert

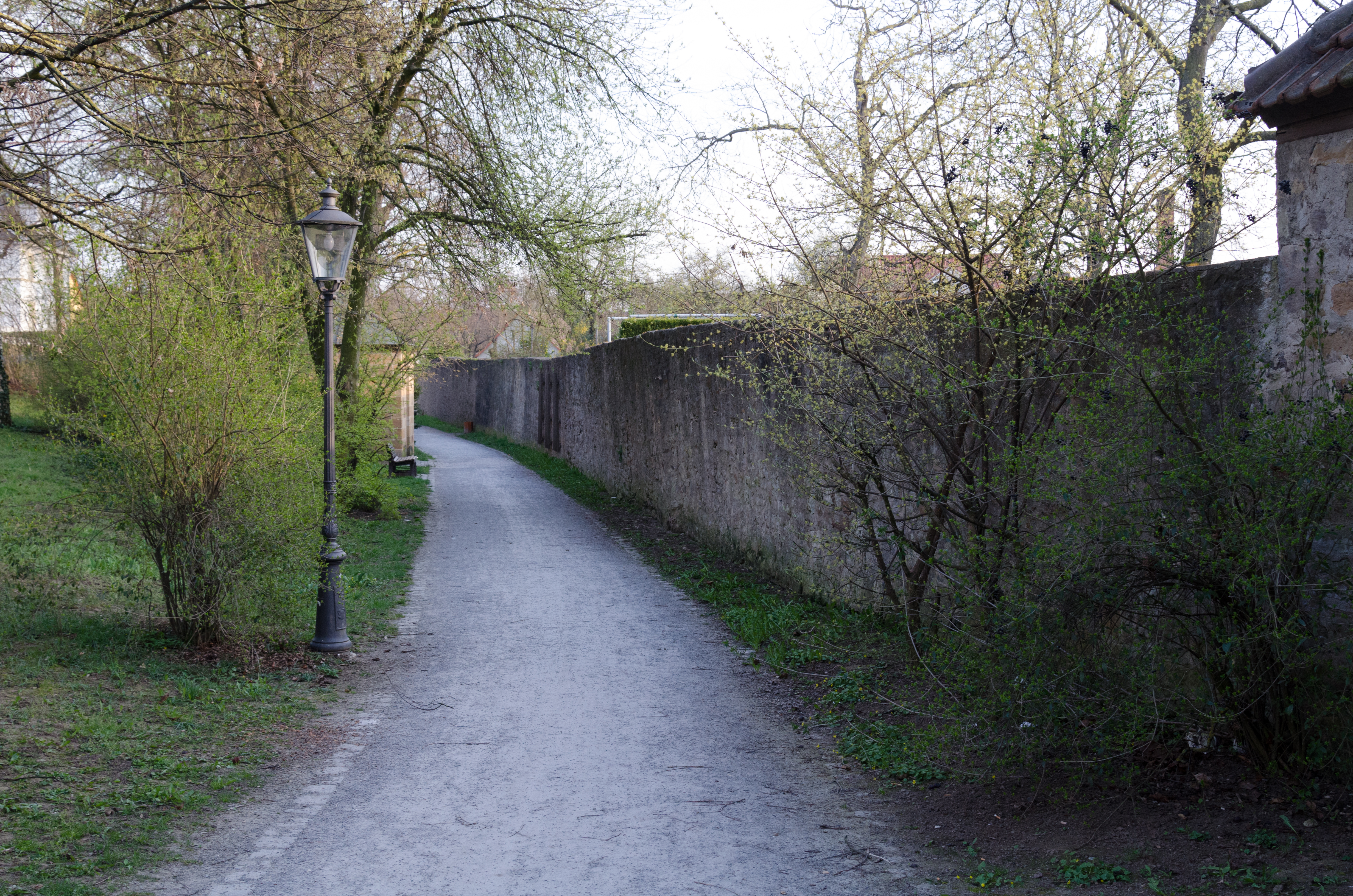
Mauerzug der äußeren Stadtbefestigung, Östliche Allee

Im Abschnitt vom abgegangenen Dingolshäuser Tor an der Dingolshäuser Straße zur Bleichstraße sind erhalten:
- Bleichstraße 27 (Lage): Mauerzug der äußeren Stadtbefestigung, zweite Hälfte 15. Jahrhundert

Im Abschnitt vom Durchbruch an der Bleichstraße zur Schallfelder Straße sind erhalten:
- Bleichstraße 20 (Lage): Mauerzug der äußeren Stadtbefestigung, zweite Hälfte 15. Jahrhundert
- Bleichstraße 20, in der Südostecke der äußeren Stadtbefestigung (Lage): Mauerturm
- Bleichstraße 20, 18, 16 (Lage): Mauerzug der äußeren Stadtbefestigung, zweite Hälfte 15. Jahrhundert
- Bleichstraße 14 (Lage): Mauerturm
- Bleichstraße 10, 8, 6, Schallfelder Straße 11: Mauerzug der äußeren Stadtmauer

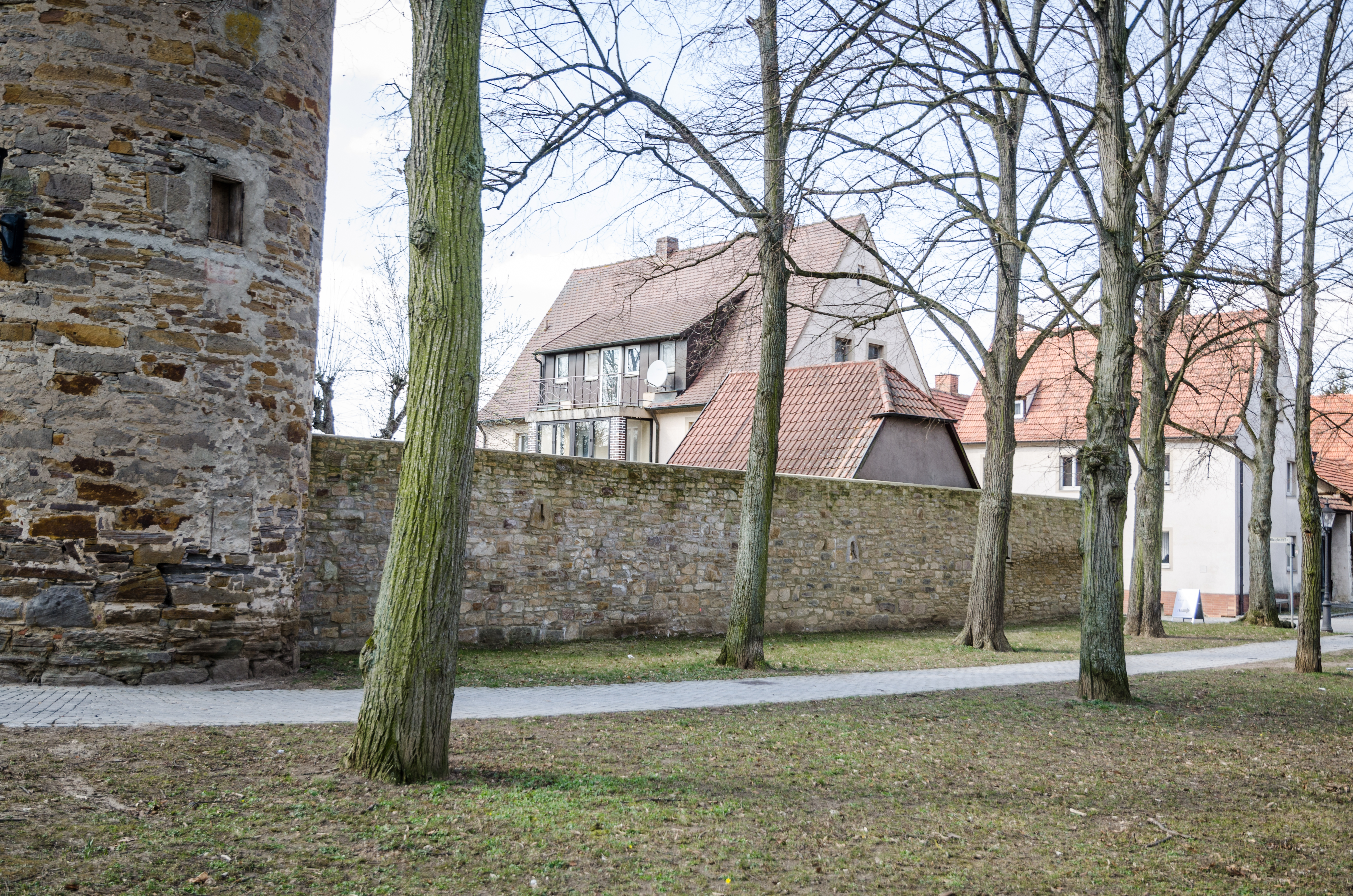
Mauerzug der äußeren Stadtbefestigung bei Bleichstraße 20
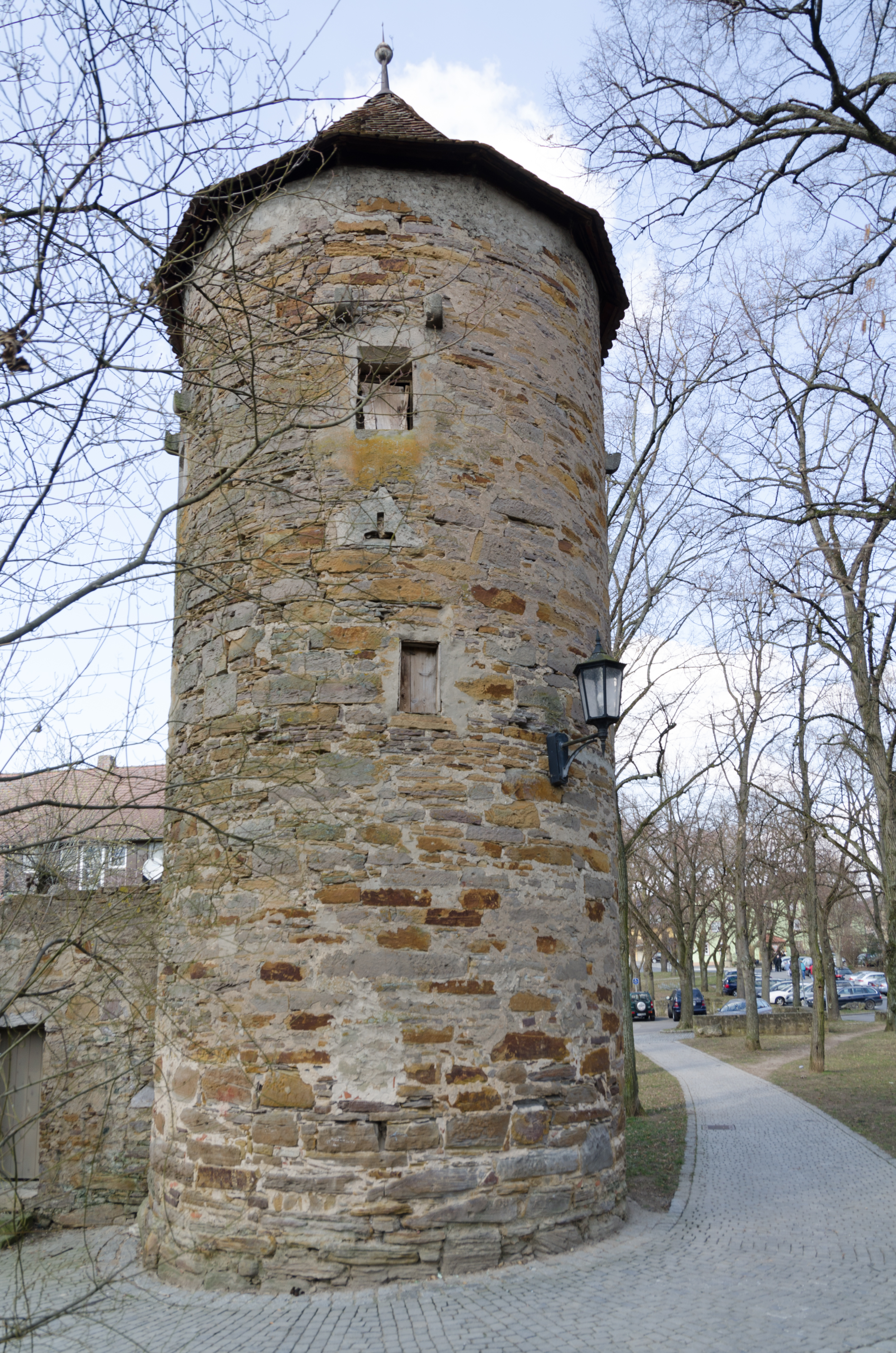
Südöstlicher Mauerturm
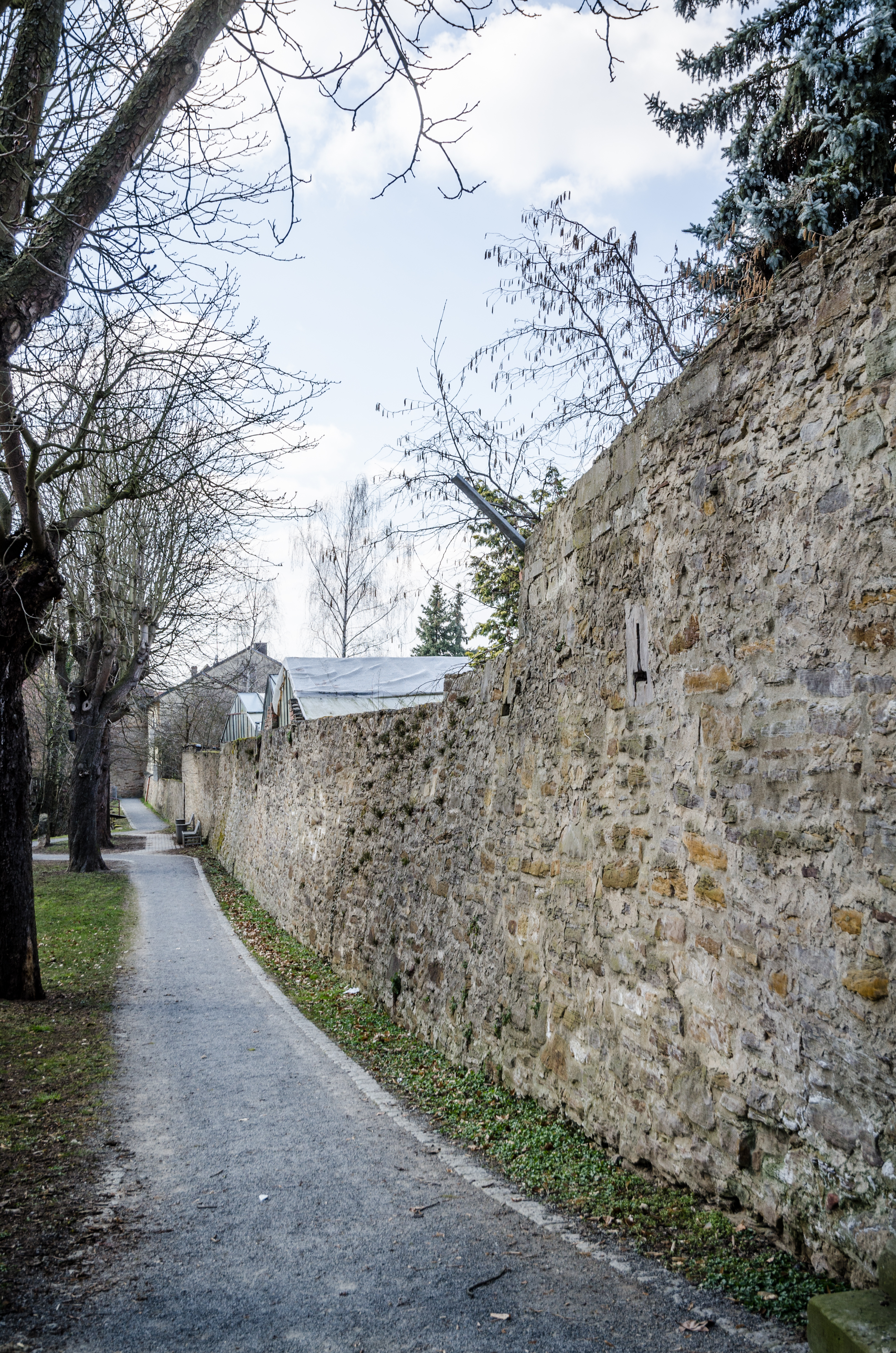
Mauerzug der äußeren Stadtbefestigung bei Bleichstraße 16, 18

## Baudenkmäler nach Gemeindeteilen

### Gerolzhofen
| Lage                                                                                   | Objekt                                                              | Beschreibung | Akten-Nr.               | Bild                       |
| -------------------------------------------------------------------------------------- | ------------------------------------------------------------------- | --- | ----------------------- | -------------------------- |
| Am Schießwasen 2, Ecke Kolpingstraße (Standort)                                        | Gedenkstein                                                         | zur Erinnerung an eine ermordete Frau, bez. 1925 | D-6-78-134-4 Wikidata   | weitere Bilder             |
| Au, am Weiße-Marter-Weg (Standort)                                                     | Bildstock                                                           | Tischsockel mit Säule und zweiseitigem Aufsatz, Kreuzigung mit Assistenzfiguren, rückseitig Heilige Familie, Seitenfiguren heiliger Michael und heiliger Andreas, neubarock, bezeichnet „1907“                                                         | D-6-78-134-140 Wikidata | BW                         |
| Au, an der SW 37 nach Brünnstadt (Standort)                                            | Flurkreuz                                                           | Sandsteinkruzifix, bezeichnet „1923“ | D-6-78-134-252 Wikidata | Flurkreuz                  |
| Auf der Weth 1 (Standort)                                                              | Wohnstallhaus                                                       | Erdgeschossiger giebelständiger Satteldachbau mit verputztem Fachwerkgiebel, 18. Jahrhundert | D-6-78-134-7 Wikidata   | weitere Bilder             |
| Auf der Weth 1 (Standort)                                                              | Pforte                                                              | Bezeichnet „1763“, mit Relief der Vierzehn Nothelfer | D-6-78-134-7 Wikidata   | weitere Bilder             |
| Bahnhofstraße 1 (Standort)                                                             | Wohn- und Geschäftshaus                                             | Zweigeschossiger traufständiger Satteldachbau mit Zierfachwerk, 17./18. Jahrhundert | D-6-78-134-8 Wikidata   | weitere Bilder             |
| Bahnhofstraße 1, 3 (Standort)                                                          | Linker Eckpfosten mit Julius-Echter-Wappen                          | Bezeichnet „1583“ | D-6-78-134-9 Wikidata   | weitere Bilder             |
| Bahnhofstraße 16 (Standort)                                                            | Wohn- und Geschäftshaus                                             | Zweigeschossiger traufständiger Satteldachbau mit einseitigem Stufengiebel, rundbogiger Toreinfahrt und Zierfachwerkobergeschoss, 17./18. Jahrhundert                                                                                                  | D-6-78-134-10 Wikidata  | weitere Bilder             |
| Bahnhofstraße 18 (Standort)                                                            | Kreuzstein, sogenannter Wetterstein                                 | Sandstein, Kreuz mit Vierpass und Wappenschild, 14. Jh. | D-6-78-134-177          | weitere Bilder             |
| Bahnhofstraße 19 (Standort)                                                            | Wohnhaus                                                            | Zweigeschossiger Traufseitbau mit einseitig abgewalmtem Satteldach und spätbarocker Fassadengliederung, rundbogige Tordurchfahrt, 18. Jahrhundert | D-6-78-134-12 Wikidata  | weitere Bilder             |
| Bahnhofstraße 21 (Standort)                                                            | Wohnhaus                                                            | Zweigeschossiger Mansardhalbwalmdachbau mit historistischer Fassade, um 1910/15 | D-6-78-134-14 Wikidata  | weitere Bilder             |
| Bahnhofstraße 22 (Standort)                                                            | Wohnhaus                                                            | Zweigeschossiger Mansarddachbau mit Zwerchgiebel und Eckerker, Neurenaissance, bezeichnet „1901“ | D-6-78-134-15 Wikidata  | weitere Bilder             |
| Bahnhofstraße 23 (Standort)                                                            | Wohn- und Geschäftshaus                                             | Zweigeschossiger Mansarddachbau, historistisch, bezeichnet „1904“ | D-6-78-134-16 Wikidata  | weitere Bilder             |
| Bahnhofstraße 23 (Standort)                                                            | Rückgebäude                                                         | | D-6-78-134-16 Wikidata  | weitere Bilder             |
| Bahnhofstraße 24 (Standort)                                                            | Wohnhaus                                                            | Zweigeschossiger Mansardwalmdachbau mit Zwerchhaus, Neurenaissance, bezeichnet „1898“ | D-6-78-134-17 Wikidata  | weitere Bilder             |
| Bahnhofstraße 27 (Standort)                                                            | Wohnhaus, ehemaliger Gasthof Zur Eisenbahn                          | Zweigeschossiger Mansardwalmdachbau mit Eckbetonung, 1904/05 | D-6-78-134-18 Wikidata  | weitere Bilder             |
| Berliner Straße 108 a; Straße nach Schallfeld, vor Möbelhalle Leopold (Standort)       | Bildstock                                                           | Spitzbogiger mit Krabben besetzter Aufsatz, Relief der Vierzehn Heiligen, neugotisch, 19. Jahrhundert | D-6-78-134-134 Wikidata | BW                         |
| An der südlichen, äußeren Stadtmauer, zwischen Schallfelder und Breslauer Straße       | Bildstockkopf                                                       | Bezeichnet „1789“; nicht nachqualifiziert, im Bayerischen Denkmal-Atlas nicht kartiert | D-6-78-134-137 Wikidata | BW                         |
| Bleichstraße 11 (Standort)                                                             | Ehemalige Mühle                                                     | Zweigeschossiger Halbwalmdachbau mit vorkragenden Fachwerkobergeschossen und rechtwinklig angeschlossenem Walmdachanbau, 16. Jahrhundert, Erdgeschoss bezeichnet „1797“                                                                                | D-6-78-134-20           | weitere Bilder             |
| Bleichstraße 11 (Standort)                                                             | Ehemalige Mühle, Nebengebäude                                       | 18./19. Jahrhundert | D-6-78-134-20           | weitere Bilder             |
| Brunnengasse 1 (Standort)                                                              | Ehemalige Hofanlage, sogenannter Weißer Hof                         | Zweigeschossiger giebelständiger Halbwalmdachbau mit Fachwerkobergeschoss, im Kern 15. Jahrhundert, bezeichnet „1784“; zur Weiße-Turm-Straße Fachwerkgiebelfront und mit Laubengang überbaute Toreinfahrt                                              | D-6-78-134-22 Wikidata  | weitere Bilder             |
| Brunnengasse 5 (Standort)                                                              | Ehemaliges Kalterhaus                                               | Zweigeschossiger Walmdachbau, 1738 | D-6-78-134-24           | weitere Bilder             |
| Brunnengasse 5 (Standort)                                                              | Ehemaliges Oberamtshaus                                             | Dreigeschossiger Satteldachbau mit Volutengiebeln, 1580 | D-6-78-134-23 Wikidata  | weitere Bilder             |
| Brunnengasse 5; vor dem Oberamtshaus (Standort)                                        | Brunnen mit Brunnenhäuschen                                         | Bezeichnet „1586“ | D-6-78-134-25 Wikidata  | weitere Bilder             |
| Bürgermeister-Weigand-Straße 2 (Standort)                                              | Bürgerhaus                                                          | Zweigeschossiger Satteldachbau mit Fachwerkgiebel des 17./18. Jahrhunderts, bezeichnet „1840“ | D-6-78-134-26 Wikidata  | weitere Bilder             |
| Bürgermeister-Weigand-Straße 3 (Standort)                                              | Kleinhaus                                                           | Erdgeschossiger giebelständiger Halbwalmdachbau mit Fachwerkgiebel, um 1800 | D-6-78-134-27 Wikidata  | weitere Bilder             |
| Bürgermeister-Weigand-Straße 5 (Standort)                                              | Ehemalige Vogtei, später Forstamt, jetzt altersgerechtes Wohnen     | Dreigeschossiger Satteldachbau mit Schweifgiebeln und polygonalem Treppenturm, um 1600 | D-6-78-134-28 Wikidata  | weitere Bilder             |
| Bürgermeister-Weigand-Straße 5 (Standort)                                              | Inschriftentafel an der ehemaligen Vogtei                           | Mit Echter-Wappen bezeichnet „1614“ | D-6-78-134-28 Wikidata  | weitere Bilder             |
| Dingolshäuser Straße, Ecke An den Torweinbergen (Standort)                             | Säulenbildstock                                                     | Mit Relief der Kreuzigung, Seitenfiguren heiliger Michael und heiliger Sebastian, neugotisch, 19. Jahrhundert | D-6-78-134-33 Wikidata  | weitere Bilder             |
| Nähe Dreimühlenstraße, vor der Stadtmauer (Standort)                                   | Bildstock                                                           | Säule mit Aufsatz, Darstellung der Kreuzigung und des kreuztragenden Christus, bezeichnet „1722“ | D-6-78-134-138 Wikidata | weitere Bilder             |
| Dreimühlenstraße 2 (Standort)                                                          | Evangelisch-lutherische Pfarrkirche Erlöserkirche                   | Sandsteinquaderbau mit polygonalem Chorabschluss und Dachreiter, im Kern Bau von 1922 | D-6-78-134-35 Wikidata  | weitere Bilder             |
| Frankenwinheimer Straße 15 (Standort)                                                  | Ehemaliges Pflasterzollhaus                                         | Eingeschossiger Satteldachbau, 1912 | D-6-78-134-163 Wikidata | weitere Bilder             |
| Nähe Grabenstraße; im Botanischen Garten (Standort)                                    | Denkmal für den Frauenaufstand von 1945                             | Monolith mit abstrahierendem Relief der Kirche, 1955 von Erich Leuner | D-6-78-134-159 Wikidata | weitere Bilder             |
| Spitalstraße 16 (Standort)                                                             | Wappenstein des ehemaligen Spitaltors                               | 1597 | D-6-78-134-40 Wikidata  | weitere Bilder             |
| Nähe Grabenstraße (Standort)                                                           | Weiße Marter                                                        | Fragmentierter Bildstockaufsatz, Kreuz mit Assistenzfiguren, spätgotisch, ursprünglich am Weg zwischen Gerolzhofen und Galgenberg | D-6-78-134-256          | weitere Bilder             |
| Nähe Grabenstraße (Standort)                                                           | Bildstockaufsatz                                                    | Fragmentierter Bildstockaufsatz mit Darstellung der Marienkrönung, bez. 1501 | D-6-78-134-257          | weitere Bilder             |
| Nähe Grabenstraße (Standort)                                                           | Bildstockaufsatz                                                    | Mit Kreuzigungsdarstellung, Provenienz unbekannt, spätgotisch | D-6-78-134-258          | Bildstockaufsatz           |
| Nähe Grabenstraße (Standort)                                                           | Kopfrelief                                                          | Relief eines Kopfes vom 1877 abgebrochenen Türmersturm (ehemals an der Straßengabelung Marktstraße/Häfnergasse) der inneren Stadtbefestigung, Mitte 14. Jh.                                                                                            | D-6-78-134-259          | Kopfrelief                 |
| Spitalstraße 16 (Standort)                                                             | Bildstockaufsatz                                                    | Pfeiler mit Reliefaufsatz, Kreuzigung Christi und Assistenzfiguren Maria und Johannes Baptista, darunter Wappen des Fürstbischofs Julius Echter v. Mespelbrunn, bezeichnet mit "1606"                                                                  | D-6-78-134-260          | Bildstockaufsatz           |
| Grabenstraße (Standort)                                                                | Neptunbrunnen                                                       | Bezeichnet „1821“, Figur erneuert | D-6-78-134-118 Wikidata | weitere Bilder             |
| Grabenstraße (Standort)                                                                | Nepomukfigur                                                        | Sandstein, Mitte 18. Jahrhundert | D-6-78-134-158          | weitere Bilder             |
| Grabenstraße 5 (Standort)                                                              | Ehemaliges Badhaus                                                  | Zweigeschossiger Walmdachbau mit Fachwerkobergeschoss, im Kern 16. Jahrhundert | D-6-78-134-1 Wikidata   | weitere Bilder             |
| Grabenstraße 45 (Standort)                                                             | Ackerbürgerhaus                                                     | Frackdachhaus mit hohem Sockelgeschoss, Fachwerk, bezeichnet 1799; davor Holzkreuz, bezeichnet 1863 | D-6-78-134-41 Wikidata  | weitere Bilder             |
| Grabenstraße 45 (Standort)                                                             | Nebengebäude                                                        | | D-6-78-134-41 Wikidata  | BW                         |
| Häfnergasse 3 (Standort)                                                               | Wohnhaus                                                            | Zweigeschossiger giebelständiger Steilsatteldachbau mit Fachwerkobergeschoss, 17./18. Jahrhundert | D-6-78-134-43 Wikidata  | weitere Bilder             |
| Häfnergasse 7 (Standort)                                                               | Wohnhaus                                                            | Langgezogenes Traufseithaus mit Toreinfahrt und Fachwerkobergeschoss, 1574 dendrochronologisch datiert | D-6-78-134-44 Wikidata  | weitere Bilder             |
| Häfnergasse 7 (Standort)                                                               | Seitenflügel zum Wohnhaus                                           | Rückwärtig, mit Fachwerkobergeschoss, 1620 dendrochronologisch datiert | D-6-78-134-44 Wikidata  | BW                         |
| Hägern; südlich der Straße nach Frankenwinheim (Standort)                              | Wegkapelle                                                          | Antoniuskapelle, kleiner Massivbau mit Pyramidendach, 19. Jahrhundert | D-6-78-134-135 Wikidata | weitere Bilder             |
| Hägern; Verlängerung der Nikolaus-Fey-Straße, südlich der Volkachbrücke (Standort)     | Altarbildstocksockel                                                | Mit Kartusche und Inschrift, bezeichnet „1753“ | D-6-78-134-139 Wikidata | weitere Bilder             |
| Hörnau (Standort)                                                                      | Bildstock                                                           | Säule mit Girlandenkapitell, Aufsatz mit Relief des Kruzifix, Schmalseiten mit hl. Gertrud und hl. Nikolaus (Namenspatrone der Stifter), rückseitig Inschrift, bekrönt von Kleeblattkreuz, bez, 1619; Sockel erneuert                                  | D-6-78-134-175          | Bildstock                  |
| Kapellenberg, oberhalb des jüdischen Friedhofs (Standort)                              | Katholische Kapelle St. Gertraud                                    | Kleiner Walmdachbau mit polygonalem Chorabschluss, bezeichnet „1718“; mit Ausstattung | D-6-78-134-131 Wikidata | weitere Bilder             |
| Kapellenberg (Standort)                                                                | Jüdischer Friedhof                                                  | Ummauerte Anlage mit Taharahaus, bezeichnet „1832“, erneuert 1924 und Grabsteinen des 19./20. Jahrhunderts | D-6-78-134-132 Wikidata | weitere Bilder             |
| Kapellenberg; Lindenbrunnenäcker; nahe Nordwestecke des jüdischen Friedhofs (Standort) | Bildstock                                                           | Niedriger Tischsockel mit gefastem Vierkantschaft und Aufsatz mit Kreuzigung Christi, bezeichnet „1621“ | D-6-78-134-133 Wikidata | Bildstock                  |
| Kirchgasse 2 (Standort)                                                                | Ehemaliges Pfarrhaus, heute Wohnhaus                                | Zweigeschossiger traufständiger Mansardhalbwalmdachbau, bezeichnet „1908“; an der Stelle eines Vorgängerbaus von 1604 | D-6-78-134-45 Wikidata  | weitere Bilder             |
| Kirchgasse 2 (Standort)                                                                | Portal vom alten Pfarrhaus                                          | Bezeichnet 1604 | D-6-78-134-45 Wikidata  | weitere Bilder             |
| Kirchgasse 4 (Standort)                                                                | Ehemalige Friedhofskapelle St. Johann Baptist                       | (Karner), zweigeschossiger Bau mit Strebepfeilern, 1497; mit Ausstattung | D-6-78-134-46 Wikidata  | weitere Bilder             |
| Kirchgasse 6 (Standort)                                                                | Altes Mesnerhaus                                                    | Zweigeschossiger Krüppelwalmdachbau, im Kern 16./17. Jahrhundert | D-6-78-134-47 Wikidata  | weitere Bilder             |
| Kreisstraße SW 37 (Standort)                                                           | Sandsteinkruzifix                                                   | Korpus, zweite Hälfte 19. Jahrhundert (Sockel und Kreuz 1975) | D-6-78-134-176 Wikidata | weitere Bilder             |
| Ludwig-Derleth-Straße 2 (Standort)                                                     | Bürgerhaus                                                          | Walmdachbau mit Mezzaningeschoss, klassizistisch, um 1845 | D-6-78-134-48 Wikidata  | weitere Bilder             |
| Ludwig-Derleth-Straße 4 (Standort)                                                     | Geburtshaus Ludwig Derleth                                          | Zweigeschossiges giebelständiges Halbwalmdachhaus mit barocken Fensterrahmungen, bezeichnet „1752“ | D-6-78-134-49           | weitere Bilder             |
| Ludwig-Derleth-Straße 4 (Standort)                                                     | Scheune                                                             | Mit Mansarddach, Mitte 18. Jahrhundert | D-6-78-134-49           | weitere Bilder             |
| Lülsfelder Weg (Standort)                                                              | Bildstock                                                           | Starker Vierkantschaft mit spitzbogigem Aufsatz, Relief der Kreuzigung Christi, 16. Jahrhundert | D-6-78-134-109 Wikidata | weitere Bilder             |
| Marktplatz; an der südlichen Fassade der Stadtpfarrkirche (Standort)                   | Standbild Maria Immaculata                                          | um 1750 | D-6-78-134-51 Wikidata  | Standbild Maria Immaculata |
| Marktplatz 1 (Standort)                                                                | Kirche St. Maria de Rosario und St. Regiswindis                     | Dreischiffige, spätgotische Hallenkirche mit Ostturmpaar, erste Hälfte 15. Jahrhundert (Pfeilerinschrift 1436), vollendet 1479, Restaurierung und Egalisierung der Türme 1588–1612, westliche Erweiterung 1899–1902 von Josef Schmitz; mit Ausstattung | D-6-78-134-50 Wikidata  | weitere Bilder             |
| Marktplatz 1; am südlichen Seitenschiff der Stadtpfarrkirche (Standort)                | Bildstockähnliches Grabmal                                          | Den auferstandenen Christus im Bildteil zeigend, bekrönt von einem Medaillon, darin Gottvater, bezeichnet „1662“ | D-6-78-134-53 Wikidata  | weitere Bilder             |
| Marktplatz 1; am südlichen Seitenschiff der Stadtpfarrkirche (Standort)                | Bildstock                                                           | Mit tabernakelähnlichem Aufsatz, 1623 | D-6-78-134-54 Wikidata  | weitere Bilder             |
| Marktplatz 1; am südlichen Seitenschiff der Stadtpfarrkirche (Standort)                | Ölberg                                                              | Um 1500 | D-6-78-134-52 Wikidata  | weitere Bilder             |
| Marktplatz 1; am südlichen Seitenschiff der Stadtpfarrkirche (Standort)                | Bildstock                                                           | Kreuzigung in einem Lorbeerkranz, bezeichnet „1701“ | D-6-78-134-55 Wikidata  | weitere Bilder             |
| Marktplatz 4 (Standort)                                                                | Bürgerhaus                                                          | Zweigeschossiger traufständiger Satteldachbau mit vorkragenden Fachwerkobergeschossen, 15./16. Jahrhundert | D-6-78-134-56 Wikidata  | weitere Bilder             |
| Marktplatz 5 (Standort)                                                                | Bürgerhaus                                                          | Zweigeschossiger Mansarddachbau mit geohrten Fensterrahmungen, Obergeschoss im Kern Fachwerk, 18. Jahrhundert | D-6-78-134-57 Wikidata  | weitere Bilder             |
| Marktplatz 8 (Standort)                                                                | Bürgerhaus                                                          | Zweigeschossiger Mansarddachbau mit barocken Gliederungen, in Ecklage, um 1720/30 | D-6-78-134-58 Wikidata  | weitere Bilder             |
| Marktplatz 9 (Standort)                                                                | Bürgerhaus                                                          | Zweigeschossiger giebelständiger Halbwalmdachbau, verputztes Fachwerk, 1616 (dendrochronologisch datiert), im Kern 1490 (dendrochronologisch datiert)                                                                                                  | D-6-78-134-59 Wikidata  | weitere Bilder             |
| Marktplatz 11 (Standort)                                                               | Bürgerhaus                                                          | Dreigeschossiges Satteldachhaus, 18. Jahrhundert; durch Hoftor des 17. Jahrhunderts mit Nr. 9 verbunden | D-6-78-134-60 Wikidata  | weitere Bilder             |
| Marktplatz 13 (Standort)                                                               | Wohn- und Geschäftshaus                                             | Apotheke, dreigeschossiger Mansarddachbau mit geohrten Fensterrahmungen, 18. Jahrhundert | D-6-78-134-61 Wikidata  | weitere Bilder             |
| Marktplatz 14 (Standort)                                                               | Bürgerhaus                                                          | Zweigeschossiger giebelständiger Satteldachbau mit Zierfachwerk, bezeichnet „1747“ | D-6-78-134-62 Wikidata  | weitere Bilder             |
| Marktplatz 18 (Standort)                                                               | Eckhaus                                                             | Mit langer Seitenfront zur Spitalstraße, verputztes Fachwerk, 18. Jahrhundert im Kern Mitte 14. Jahrhundert mit Umbau 1513 | D-6-78-134-63 Wikidata  | weitere Bilder             |
| Marktplatz 20 (Standort)                                                               | Ehemaliges Rathaus, jetzt Heimatmuseum                              | Dreigeschossiger Satteldachbau mit Staffelgiebeln, spätgotisch, 1475 (dendrochronologisch datiert) | D-6-78-134-64 Wikidata  | weitere Bilder             |
| Marktplatz 20 (Standort)                                                               | Ehemaliges Rathaus                                                  | Rückwärtiger Küchentrakt mit Fachwerkobergeschoss, 1585 | D-6-78-134-64 Wikidata  | weitere Bilder             |
| Marktstraße 1 (Standort)                                                               | Kleinbürgerhaus                                                     | Zweigeschossiger giebelständiger Satteldachbau mit verputztem Fachwerkobergeschoss, 18. Jahrhundert; Ladeneinbau, Anfang 20. Jahrhundert | D-6-78-134-65 Wikidata  | Kleinbürgerhaus            |
| Marktstraße 6 (Standort)                                                               | Bürgerhaus                                                          | Zweigeschossiger Mansardsatteldachbau mit verputztem Fachwerkgiebel, in Ecklage, 1778 | D-6-78-134-66 Wikidata  | weitere Bilder             |
| Marktstraße 7 (Standort)                                                               | Türrahmung                                                          | Geohrt, im Schlussstein eine Brezel, bezeichnet „1743“ | D-6-78-134-67 Wikidata  | Türrahmung                 |
| Marktstraße 9 (Standort)                                                               | Bürgerhaus                                                          | Zweigeschossiger Satteldachbau mit Fachwerkobergeschoss und geohrten Rahmungen, bezeichnet „1731“ | D-6-78-134-68 Wikidata  | weitere Bilder             |
| Marktstraße 9 (Standort)                                                               | Hausfigur                                                           | Maria Immaculata als Patrona Franconiae, 18. Jahrhundert | D-6-78-134-68 Wikidata  | weitere Bilder             |
| Marktstraße 13 (Standort)                                                              | Kleinbürgerhaus                                                     | Zweigeschossiger Mansarddachbau mit geohrten Fensterrahmungen im Obergeschoss, 18. Jahrhundert | D-6-78-134-69 Wikidata  | weitere Bilder             |
| Marktstraße 15 (Standort)                                                              | Wohn- und Geschäftshaus                                             | Fachwerkgiebelhaus, 18. Jahrhundert | D-6-78-134-71 Wikidata  | weitere Bilder             |
| Marktstraße 16 (Standort)                                                              | Wappenstein                                                         | Sandstein, bezeichnet „1600“, vom ehemaligen Zenttor | D-6-78-134-72 Wikidata  | weitere Bilder             |
| Marktstraße 20 (Standort)                                                              | Wohn- und Geschäftshaus                                             | Zweigeschossiger Walmdachbau mit geohrten Fensterrahmungen im Obergeschoss, in Ecklage, 18. Jahrhundert | D-6-78-134-73 Wikidata  | weitere Bilder             |
| Marktstraße 21 (Standort)                                                              | Bürgerhaus                                                          | Zweigeschossiger Walmdachbau, Obergeschoss verputztes Fachwerk, 18. Jahrhundert | D-6-78-134-74 Wikidata  | weitere Bilder             |
| Marktstraße 21 (Standort)                                                              | Hausfigur                                                           | Muttergottes, 18. Jahrhundert | D-6-78-134-74 Wikidata  | BW                         |
| Marktstraße 25 (Standort)                                                              | Bürgerhaus                                                          | Zweigeschossiger traufständiger Satteldachbau mit einseitigem Halbwalm, Torbogen bezeichnet „1706“ | D-6-78-134-75 Wikidata  | weitere Bilder             |
| Nikolaus-Fey-Straße 10 (Standort)                                                      | Bildsäule                                                           | Aufsatz mit Darstellung der Heiligen Dreifaltigkeit in einer Rundbogennische, bezeichnet „1888“ | D-6-78-134-76 Wikidata  | weitere Bilder             |
| Nähe Nördliche Allee; in der Promenade, vor der Stadtmauer (Standort)                  | Pfeilerbildstock                                                    | Mit vierseitigem Aufsatz und Bekrönungskreuz, bezeichnet „1602“ | D-6-78-134-79 Wikidata  | weitere Bilder             |
| Nähe Nördliche Allee (Standort)                                                        | Marmorfigur der Germania                                            | Teil eines ehemaligen Kriegerdenkmals für 1870/71 am Marktplatz, heute vor der Stadtmauer | D-6-78-134-80 Wikidata  | weitere Bilder             |
| Neben Nördliche Allee 1                                                                | Säulenbildstock                                                     | 17. Jahrhundert; "nicht nachqualifiziert, im Bayerischen Denkmal-Atlas nicht kartiert" | D-6-78-134-77 Wikidata  | BW                         |
| Östliche Allee (Standort)                                                              | Altarbildstock                                                      | Nische mit Kreuzigung, Aufsatz mit Marienkrönung, bezeichnet „1778“, erneuert | D-6-78-134-32 Wikidata  | weitere Bilder             |
| Östliche Allee 19 (Standort)                                                           | Villa                                                               | Zweigeschossiger Steilsatteldachbau auf hohem Sockel, 1926 | D-6-78-134-160 Wikidata | weitere Bilder             |
| Rügshöfer Straße 1 (Standort)                                                          | Gasthaus Schwane                                                    | Zweigeschossiger traufständiger Satteldachbau, rundbogige Tordurchfahrt aus der Bauzeit zugemauert und mit Fenster versehen, 17. bis 19. Jahrhundert; zwei Inschriftentafeln, eine davon bezeichnet „1605“                                             | D-6-78-134-84 Wikidata  | weitere Bilder             |
| Rügshöfer Straße 3 (Standort)                                                          | Wohnhaus                                                            | Zweigeschossiger Mansarddachbau mit Eckpilastern, bezeichnet „1818“ | D-6-78-134-85 Wikidata  | weitere Bilder             |
| Rügshöfer Straße 12; Rügshöfer Straße 14 (Standort)                                    | Wohnhaus                                                            | Zweigeschossiger giebelständiger Mansardhalbwalmdachbau, Torbogen und Nebengebäude, spätes 18. Jahrhundert | D-6-78-134-86 Wikidata  | weitere Bilder             |
| Rügshöfer Straße 13 (Standort)                                                         | Wohnhaus                                                            | Zweigeschossiger giebelständiger Satteldachbau mit später aufgesetztem Kniestock, spätbarocke Fassadengestaltung, bezeichnet „1793“ | D-6-78-134-87 Wikidata  | weitere Bilder             |
| Rügshöfer Straße 15 (Standort)                                                         | Wohnhaus                                                            | Zweigeschossiger giebelständiger Mansardhalbwalmdachbau mit Hoftor, um 1800 | D-6-78-134-89 Wikidata  | weitere Bilder             |
| Rügshöfer Straße 16 (Standort)                                                         | Wohnhaus                                                            | Zweigeschossiger giebelständiger Halbwalmdachbau mit Eckpfeilern, Obergeschoss verputztes Fachwerk, spätes 18. Jahrhundert | D-6-78-134-90 Wikidata  | weitere Bilder             |
| Rügshöfer Straße 18 (Standort)                                                         | Wohn- und Gasthaus, ehemaliger Brauereigasthof                      | Zweigeschossiger traufständiger Mansarddachbau mit Eckpilastern und geohrten Fensterrahmungen, spätes 18. Jahrhundert | D-6-78-134-91 Wikidata  | weitere Bilder             |
| Rügshöfer Straße 19 (Standort)                                                         | Ackerbürgerhaus                                                     | Zweigeschossiger giebelständiger Halbwalmdachbau mit geohrten Rahmungen im Erdgeschoss, rundbogiges Hoftor, spätes 18. Jahrhundert | D-6-78-134-92 Wikidata  | weitere Bilder             |
| Rügshöfer Straße 25 (Standort)                                                         | Wohnhaus                                                            | Zweigeschossiger giebelständiger Satteldachbau mit Fachwerkgiebel, 17./18. Jahrhundert | D-6-78-134-93 Wikidata  | weitere Bilder             |
| Rügshöfer Straße 30 (Standort)                                                         | Katholische Friedhofskapelle St. Michael                            | Satteldachbau mit polygonalem Chorabschluss und Dachreiter, 1736–37; mit Ausstattung | D-6-78-134-94 Wikidata  | weitere Bilder             |
| Rügshöfer Straße 30 (Standort)                                                         | Aussegnungshalle                                                    | Eingeschossiger Walmdachbau mit Säulenportikus, 1878 | D-6-78-134-94           | BW                         |
| Rügshöfer Straße 30 (Standort)                                                         | Friedhof                                                            | Ummauerter Friedhof mit Gittertor des 17. Jhds. | D-6-78-134-94           | weitere Bilder             |
| Rügshöfer Straße 39 (Standort)                                                         | Wappenstein                                                         | Ursprünglich am ehemaligen Rügshöfer Tor, dem nördlichen Tor der äußeren Stadtmauer, bezeichnet „1625“ | D-6-78-134-95 Wikidata  | weitere Bilder             |
| Rügshöfer Straße; Zwischen Rügshöfer Straße u. Bahnhofstraße (Standort)                | Floriansbrunnen                                                     | Oktogonales Brunnenbecken mit Stele und Sandsteinfigur des heiligen Florian, Figur 18. Jahrhundert (Kopie) | D-6-78-134-83 Wikidata  | weitere Bilder             |
| Salzstraße 2 (Standort)                                                                | Wohn- und Geschäftshaus                                             | Dreigeschossiger Bau mit Eckerker und Zwiebelhaube, in Ecklage, historistisch, um 1900 | D-6-78-134-97 Wikidata  | weitere Bilder             |
| Salzstraße 3, im Torgang (Standort)                                                    | Altes Steinkreuz und Scherenberg-Wappenstein vom ehemaligen Zenttor | Spätmittelalterlich | D-6-78-134-98 Wikidata  | BW                         |
| Salzstraße 8 (Standort)                                                                | Altes Schulhaus                                                     | Zweigeschossiger giebelständiger Halbwalmdachbau mit Fachwerkobergeschoss, Inschrift von 1816 | D-6-78-134-99 Wikidata  | weitere Bilder             |
| Salzstraße 9 (Standort)                                                                | Torbogen                                                            | 17. Jahrhundert | D-6-78-134-100 Wikidata | weitere Bilder             |
| Salzstraße 11 (Standort)                                                               | Katholische Pfarrhaus                                               | Langgestreckter zweigeschossiger traufständiger Satteldachbau mit Eckpilastern und rundbogiger Tordurchfahrt, 1708 | D-6-78-134-101 Wikidata | weitere Bilder             |
| Salzstraße 17 (Standort)                                                               | Wohnhaus                                                            | Zweigeschossiger giebelständiger Satteldachbau mit verputztem vorkragendem Fachwerkobergeschoss, 16./17. Jahrhundert; Torbau aus Sandsteinquadermauerwerk, 19. Jahrhundert                                                                             | D-6-78-134-102 Wikidata | weitere Bilder             |
| Salzstraße 18 (Standort)                                                               | Hausfigur                                                           | Stehender Christus mit Segensgestus, 18. Jahrhundert | D-6-78-134-103          | Hausfigur                  |
| Salzstraße 21 (Standort)                                                               | Wohnhaus                                                            | Zweigeschossiger Halbwalmdachbau mit geohrten Fensterrahmungen, Inschrift von 1800 | D-6-78-134-104 Wikidata | weitere Bilder             |
| Salzstraße 25 (Standort)                                                               | Torbogen                                                            | 17./18. Jahrhundert | D-6-78-134-105 Wikidata | weitere Bilder             |
| Schallfelder Straße 1 (Standort)                                                       | Wohnhaus                                                            | Eineinhalbgeschossiger Halbwalmdachbau mit Fachwerk, 17./18. Jahrhundert | D-6-78-134-106 Wikidata | weitere Bilder             |
| Schallfelder Straße 2 (Standort)                                                       | Bürgerhaus                                                          | Zweigeschossiger giebelständiger Satteldachbau mit Fachwerkgiebel, 17./18. Jahrhundert | D-6-78-134-38 Wikidata  | weitere Bilder             |
| Schallfelder Straße 4 (Standort)                                                       | Wohnhaus                                                            | Zweigeschossiger traufständiger Satteldachbau mit Fachwerkobergeschoss, bezeichnet „1822“ | D-6-78-134-107 Wikidata | weitere Bilder             |
| Schallfelder Straße 8 (Standort)                                                       | Wohnhaus                                                            | Zweigeschossiger Steilsatteldachbau mit Fachwerkobergeschoss, bezeichnet „1586“, Ladeneinbau im Erdgeschoss 1935 | D-6-78-134-108 Wikidata | weitere Bilder             |
| Schuhstraße 3 (Standort)                                                               | Bürgerhaus                                                          | Zweigeschossiger traufständiger Mansarddachbau, 18./19. Jahrhundert | D-6-78-134-110 Wikidata | weitere Bilder             |
| Schuhstraße 5 (Standort)                                                               | Bürgerhaus                                                          | Zweigeschossiger traufständiger Mansarddachbau, bezeichnet „1762“ | D-6-78-134-111 Wikidata | weitere Bilder             |
| Schuhstraße 23 (Standort)                                                              | Wappenstein                                                         | Sturz eines Renaissance-Portals, bezeichnet „1577“ | D-6-78-134-112 Wikidata | weitere Bilder             |
| Schuhstraße 23 (Standort)                                                              | Kreuzigungsrelief                                                   | 17. Jahrhundert | D-6-78-134-112 Wikidata | BW                         |
| Spitalstraße 3 (Standort)                                                              | Bürgerhaus                                                          | Zweigeschossiger Satteldachbau mit reich verziertem Volutengiebel, Säulenportal, traufseitig Fachwerk, Renaissance, um 1600 | D-6-78-134-113 Wikidata | weitere Bilder             |
| Spitalstraße 8 (Standort)                                                              | Katholische Spitalkirche St. Vitus                                  | Saalbau mit Walmdach an der Stelle eines Vorgängerbaus, 1693–1710; mit Ausstattung | D-6-78-134-114 Wikidata | weitere Bilder             |
| Spitalstraße 9 (Standort)                                                              | Ehemalige Brauerei und Gasthof zur Traube                           | Breitgelagertes zweigeschossiges Halbwalmdachhaus, bezeichnet „1790“ | D-6-78-134-115 Wikidata | weitere Bilder             |
| Spitalstraße 9 (Standort)                                                              | Wirtshausschild                                                     | Spätes 18. Jahrhundert | D-6-78-134-115 Wikidata | weitere Bilder             |
| Spitalstraße 10 (Standort)                                                             | Ehemaliges Spital, jetzt Stadtbibliothek                            | An die Spitalkirche angebauter Gebäudetrakt, geschnitzter Fachwerkständer der Julius-Echter-Zeit freigelegt, 15.–17. Jahrhundert | D-6-78-134-116 Wikidata | weitere Bilder             |
| Spitalstraße 14 (Standort)                                                             | Bürgerhaus                                                          | Dreigeschossiger Walmdachbau mit barocken Fensterrahmungen, im Kern 18. Jahrhundert; Hausfigur Muttergottes, 18./19. Jahrhundert | D-6-78-134-117 Wikidata | weitere Bilder             |
| Spitalstraße 16, aufbewahrt im „Lapidarium“ am Botanischen Garten (Standort)           | Relieftafel oder Wappenstein                                        | Kreuzigung mit Assistenzfiguren auf Postamenten, darunter zwei Wappen, wohl 1555 | D-6-78-134-136 Wikidata | weitere Bilder             |
| Steingrabenstraße 1 (Standort)                                                         | Ehemaliges Brauhaus                                                 | Zweigeschossiger Satteldachbau mit Zwerchstufengiebel und Eckerker, historistisch-neugotisch, nach Plänen von Öchsner, 1927 | D-6-78-134-172          | weitere Bilder             |
| Steingrabenstraße 11 (Standort)                                                        | Wohnhaus                                                            | Zweigeschossiger giebelständiger Mansardhalbwalmdachbau mit verputztem Fachwerkobergeschoss, um 1800 | D-6-78-134-119 Wikidata | weitere Bilder             |
| Steingrabenstraße 22 (Standort)                                                        | Ehemaliges Armenhaus                                                | Langgestreckter dreigeschossiger Walmdachbau, spätklassizistisch, bezeichnet „1859“, später aufgestockt | D-6-78-134-120 Wikidata | weitere Bilder             |
| Steingrabenstraße 37 (Standort)                                                        | Bekrönung eines Torpfeilers                                         | 1785 | D-6-78-134-121 Wikidata | weitere Bilder             |
| Steingrabenstraße 47 (Standort)                                                        | Doppeltor eines ehemaligen Stiftshofs                               | Bossenwerk, um 1600 | D-6-78-134-122 Wikidata | weitere Bilder             |
| Steingrabenstraße 53 (Standort)                                                        | Relieftafel                                                         | Mit Darstellung einer niedergesunkenen Frauengestalt und der bekrönten Mutter Gottes, Inschrift, bezeichnet „1705“ | D-6-78-134-123 Wikidata | weitere Bilder             |
| Steingrabenstraße 54; am ehemaligen Brauhaus (Standort)                                | Zwei Wappensteine                                                   | Sandstein, bezeichnet „1548“ und „1602“ | D-6-78-134-21 Wikidata  | weitere Bilder             |
| Weiße-Turm-Straße 1 (Standort)                                                         | Wohn- und Geschäftshaus                                             | Zweigeschossiger giebelständiger Satteldachbau, verputztes Fachwerk, 18. Jahrhundert | D-6-78-134-124 Wikidata | weitere Bilder             |
| Weiße-Turm-Straße 1 (Standort)                                                         | Torbogen                                                            | 17. Jahrhundert | D-6-78-134-124 Wikidata | weitere Bilder             |
| Weiße-Turm-Straße 8 (Standort)                                                         | Ehem. Stadtschreiberhaus                                            | Zweigeschossiger traufständiger Halbwalmdachbau mit verputztem Fachwerkobergeschoss, 1453 (dendro.dat.), Umbauten im 18. Jh. und um 1897 | D-6-78-134-125 Wikidata | weitere Bilder             |
| Weiße-Turm-Straße 8 (Standort)                                                         | Brunnen                                                             | Im Garten gemauerter Brunnenschacht, wohl 19. Jhd. | D-6-78-134-125          | BW                         |
| Weiße-Turm-Straße 10 (Standort)                                                        | Wohnhaus                                                            | Zweigeschossiger giebelständiger Satteldachbau mit klassizistischem Dekor, traufständiger Torbau, im Kern Fachwerkbau, bezeichnet „1626“ | D-6-78-134-126 Wikidata | weitere Bilder             |
| Weiße-Turm-Straße 14 (Standort)                                                        | Ehemaliges Neues Gefängnis                                          | Dreigeschossiger Flachwalmdachbau, Mitte 19. Jahrhundert | D-6-78-134-127 Wikidata | weitere Bilder             |
| Weiße-Turm-Straße 16 (Standort)                                                        | Ehemaliger Stiftshof                                                | Zweigeschossiges Traufseithaus mit Fachwerkobergeschoss und Stufengiebeln, rückwärtig Treppenturm mit Haubendach, 1603 | D-6-78-134-128 Wikidata | weitere Bilder             |
| Weiße-Turm-Straße 18 (Standort)                                                        | Fachwerkhaus                                                        | Zweigeschossiger Satteldachbau mit polygonalem Erker, in Ecklage, bezeichnet „1566“ | D-6-78-134-129 Wikidata | weitere Bilder             |

### Klesenmühle
| Lage                            | Objekt      | Beschreibung | Akten-Nr.               | Bild           |
| ------------------------------- | ----------- | --- | ----------------------- | -------------- |
| An der Klesenmühle 6 (Standort) | Klesenmühle | Erdgeschossiger Satteldachbau, bezeichnet „1787“, über älterem Kern, mit Mühlentechnik (Mahlwerk); südlich Sägewerk mit oberschlächtigem Wassertriebwerk und Sägegattern | D-6-78-134-144 Wikidata | weitere Bilder |

### Lindelachshof
| Lage                                                                  | Objekt           | Beschreibung | Akten-Nr.               | Bild           |
| --------------------------------------------------------------------- | ---------------- | --- | ----------------------- | -------------- |
| Hoher Graben; nördlich, nahe der Straße nach Dingolshausen (Standort) | Bildstock        | Pfeiler auf Postament mit Reliefaufsatz der Heiligen Dreifaltigkeit, bezeichnet „1853“, erneuert nach Flurbereinigung | D-6-78-134-147 Wikidata | weitere Bilder |
| Lindelachshof 1 (Standort)                                            | Gutshof          | Zweigeschossiger Mansardhalbwalmdachbau mit Eckpilastern und geohrten Rahmungen, zweite Hälfte 18. Jahrhundert        | D-6-78-134-145 Wikidata | weitere Bilder |
| Lindelachshof 1 (Standort)                                            | Gutshof          | Nebengebäude | D-6-78-134-145 Wikidata | weitere Bilder |
| Lindenbrunnenäcker; beim Gutshof (Standort)                           | Prozessionsaltar | Auf breitem vorgewölbtem Sockel altarähnlicher Aufbau mit Nische, darin Kreuzigung, 18. Jahrhundert                   | D-6-78-134-146 Wikidata | weitere Bilder |

### Rügshofen
| Lage                                                        | Objekt                     | Beschreibung | Akten-Nr.               | Bild           |
| ----------------------------------------------------------- | -------------------------- | --- | ----------------------- | -------------- |
| Bischwinder Weg 2, 2 a (Standort)                           | Bildstock                  | Gefaster Vierkantschaft mit spitzbogigem Aufsatz, Kreuzigung, Seitenfiguren, rückseitige Inschrift, bezeichnet „1602“                  | D-6-78-134-162 Wikidata | weitere Bilder |
| Dammhölzchen, am Bischwinder Weg, im „Dammholz“ (Standort)  | Steinkreuz                 | Sandstein, Ende 19. Jahrhundert | D-6-78-134-157 Wikidata | weitere Bilder |
| Dorfäcker, Bischwinder Weg, nördlicher Dorfrand (Standort)  | Bildstock                  | Hohe Säule auf niedrigem Sockel, Aufsatz mit Relief der Pietà und des heiligen Martin, Sandsteinquader des Sockels mit Inschrift, 1606 | D-6-78-134-152 Wikidata | weitere Bilder |
| Hauptstraße 13 (Standort)                                   | Fußgängerpforte            | 18. Jahrhundert | D-6-78-134-148 Wikidata | weitere Bilder |
| Hauptstraße 22 (Standort)                                   | Ehemaliges Rathaus         | Zweigeschossiger Satteldachbau mit Fachwerkobergeschoss und Dachreiter, 1828 mit älterem Kern                                          | D-6-78-134-164 Wikidata | weitere Bilder |
| Hauptstraße 22 (Standort)                                   | Kriegerdenkmal             | Pavillonartig, mit verschieferter Haube, 1929, Sandsteineinfriedung                                                                    | D-6-78-134-164 Wikidata | weitere Bilder |
| Laurenzistraße, südlicher Ortsrand (Standort)               | Bildstock                  | Mit heiligem Laurentius und Kreuzigung, 18. Jahrhundert, 1890 erneuert                                                                 | D-6-78-134-154 Wikidata | weitere Bilder |
| Schönbühl 1 (Standort)                                      | Hoftor mit Fußgängerpforte | 1781 | D-6-78-134-149 Wikidata | weitere Bilder |
| Schönbühl 3 (Standort)                                      | Hoftor mit Fußgängerpforte | 1730 | D-6-78-134-150 Wikidata | weitere Bilder |
| Schönbühl 3, am Nebengebäude (Standort)                     | Kreuzigungsrelief          | | D-6-78-134-150 Wikidata | weitere Bilder |
| Schönbühl 7 (Standort)                                      | Bildstock                  | Tischsockel mit Kartusche, Säule, Aufsatz mit Kreuzigungsrelief, 1752                                                                  | D-6-78-134-151 Wikidata | weitere Bilder |
| Schönbühl, Gerolzhofener Weg, südlicher Ortsrand (Standort) | Bildstock                  | Tischsockel mit Relief des heiligen Georg, Aufsatz mit Relief der Pietà und Kreuzigung, Seitenfiguren, 1892                            | D-6-78-134-153 Wikidata | weitere Bilder |
| Schönbühl, Hauptstraße, westlicher Dorfrand (Standort)      | Bildstock                  | Vierseitiger Aufsatz mit spitzbogigen Relieffeldern, um 1600                                                                           | D-6-78-134-155 Wikidata | weitere Bilder |
| Wasenlänge, See am Silberbach (Standort)                    | Bildstock                  | Tischsockel mit Säule, Aufsatz mit Hochrelief der Pietà und Johannes dem Evangelisten, neubarock, bezeichnet „1903“                    | D-6-78-134-156 Wikidata | weitere Bilder |

## Abgegangene Baudenkmäler
In diesem Abschnitt sind Objekte aufgeführt, die früher einmal in der Denkmalliste eingetragen waren, jetzt aber nicht mehr existieren, z. B. weil sie abgebrochen wurden. Aktennummern in diesem Abschnitt sind ehemalige, jetzt nicht mehr gültige Aktennummern.

| Lage                                  | Objekt        | Beschreibung                                                           | Akten-Nr.              | Bild |
| ------------------------------------- | ------------- | ---------------------------------------------------------------------- | ---------------------- | ---- |
| Gerolzhofen Bleichstraße 6 (Standort) | Wohnstallhaus | Erdgeschossiger giebelständiger Satteldachbau mit Fachwerkgiebel, 1700 | D-6-78-134-19 Wikidata | BW   |
| Gerolzhofen Dingolshäuser Straße      | Kruzifix      | Neugotisch, Sandstein, bezeichnet mit „1891“                           | D-6-78-122-12 Wikidata | BW   |